# Llista d'asteroides (424001-425000)
Llista d'asteroides del 424.001 al 425.000, amb data de descoberta i descobridor. És un fragment de la llista d'asteroides completa. Als asteroides se'ls dona un número quan es confirma la seva òrbita, per tant apareixen llistats aproximadament segons la data de descobriment.

## 424001-424100
| Nom    | Designació provisional | Data de descobriment   | Lloc de descobriment | Descobridor/s                     |
| ------ | ---------------------- | ---------------------- | -------------------- | --------------------------------- |
| 424001 | 2006 VP152             | 30 de setembre de 2006 | Mount Lemmon         | Mt. Lemmon Survey                 |
| 424002 | 2006 VH170             | 12 de novembre de 2006 | Mount Lemmon         | Mt. Lemmon Survey                 |
| 424003 | 2006 WD3               | 21 de novembre de 2006 | Mount Lemmon         | Mt. Lemmon Survey                 |
| 424004 | 2006 WU52              | 16 de novembre de 2006 | Kitt Peak            | Spacewatch                        |
| 424005 | 2006 WK56              | 16 de novembre de 2006 | Kitt Peak            | Spacewatch                        |
| 424006 | 2006 WZ56              | 11 de novembre de 2006 | Kitt Peak            | Spacewatch                        |
| 424007 | 2006 WU80              | 20 d'octubre de 2006   | Mount Lemmon         | Mt. Lemmon Survey                 |
| 424008 | 2006 WF83              | 18 de novembre de 2006 | Socorro              | LINEAR                            |
| 424009 | 2006 WP93              | 12 de novembre de 2006 | Mount Lemmon         | Mt. Lemmon Survey                 |
| 424010 | 2006 WS97              | 19 de novembre de 2006 | Kitt Peak            | Spacewatch                        |
| 424011 | 2006 WD101             | 19 de novembre de 2006 | Socorro              | LINEAR                            |
| 424012 | 2006 WG111             | 11 de novembre de 2006 | Kitt Peak            | Spacewatch                        |
| 424013 | 2006 WZ123             | 30 de setembre de 2006 | Mount Lemmon         | Mt. Lemmon Survey                 |
| 424014 | 2006 WU129             | 19 d'octubre de 2006   | Catalina             | CSS                               |
| 424015 | 2006 WQ133             | 28 d'octubre de 2006   | Kitt Peak            | Spacewatch                        |
| 424016 | 2006 WR146             | 20 de novembre de 2006 | Kitt Peak            | Spacewatch                        |
| 424017 | 2006 WF191             | 22 d'octubre de 2006   | Mount Lemmon         | Mt. Lemmon Survey                 |
| 424018 | 2006 WZ194             | 29 de novembre de 2006 | Socorro              | LINEAR                            |
| 424019 | 2006 XM9               | 9 de desembre de 2006  | Kitt Peak            | Spacewatch                        |
| 424020 | 2006 XS13              | 10 de desembre de 2006 | Kitt Peak            | Spacewatch                        |
| 424021 | 2006 XX15              | 10 de desembre de 2006 | Kitt Peak            | Spacewatch                        |
| 424022 | 2006 XZ26              | 22 de novembre de 2006 | Socorro              | LINEAR                            |
| 424023 | 2006 XY31              | 21 d'octubre de 2006   | Mount Lemmon         | Mt. Lemmon Survey                 |
| 424024 | 2006 XK41              | 1 de novembre de 2006  | Mount Lemmon         | Mt. Lemmon Survey                 |
| 424025 | 2006 XW46              | 13 de desembre de 2006 | Catalina             | CSS                               |
| 424026 | 2006 XK53              | 27 de novembre de 2006 | Mount Lemmon         | Mt. Lemmon Survey                 |
| 424027 | 2006 XG62              | 15 de desembre de 2006 | Mount Lemmon         | Mt. Lemmon Survey                 |
| 424028 | 2006 XN62              | 11 de desembre de 2006 | Kitt Peak            | Spacewatch                        |
| 424029 | 2006 XA72              | 13 de desembre de 2006 | Mount Lemmon         | Mt. Lemmon Survey                 |
| 424030 | 2006 YE7               | 20 de desembre de 2006 | Palomar              | NEAT                              |
| 424031 | 2006 YU13              | 23 de desembre de 2006 | Eskridge             | Eskridge                          |
| 424032 | 2006 YV13              | 10 de desembre de 2006 | Kitt Peak            | Spacewatch                        |
| 424033 | 2006 YS17              | 22 de novembre de 2006 | Mount Lemmon         | Mt. Lemmon Survey                 |
| 424034 | 2006 YO22              | 25 de novembre de 2006 | Mount Lemmon         | Mt. Lemmon Survey                 |
| 424035 | 2006 YA48              | 24 de desembre de 2006 | Mount Lemmon         | Mt. Lemmon Survey                 |
| 424036 | 2007 AA11              | 18 de novembre de 2006 | Mount Lemmon         | Mt. Lemmon Survey                 |
| 424037 | 2007 AH13              | 9 de gener de 2007     | Kitt Peak            | Spacewatch                        |
| 424038 | 2007 AH15              | 10 de gener de 2007    | Kitt Peak            | Spacewatch                        |
| 424039 | 2007 AH17              | 27 de novembre de 2006 | Mount Lemmon         | Mt. Lemmon Survey                 |
| 424040 | 2007 AU20              | 10 de gener de 2007    | Kitt Peak            | Spacewatch                        |
| 424041 | 2007 AD28              | 8 de gener de 2007     | Mount Lemmon         | Mt. Lemmon Survey                 |
| 424042 | 2007 AV28              | 10 de gener de 2007    | Charleston           | Astronomical Research Observatory |
| 424043 | 2007 BA4               | 23 d'octubre de 2006   | Mount Lemmon         | Mt. Lemmon Survey                 |
| 424044 | 2007 BZ5               | 17 de gener de 2007    | Palomar              | NEAT                              |
| 424045 | 2007 BC7               | 10 de gener de 2007    | Kitt Peak            | Spacewatch                        |
| 424046 | 2007 BU11              | 17 de gener de 2007    | Kitt Peak            | Spacewatch                        |
| 424047 | 2007 BE25              | 13 de desembre de 2006 | Mount Lemmon         | Mt. Lemmon Survey                 |
| 424048 | 2007 BH35              | 10 de gener de 2007    | Kitt Peak            | Spacewatch                        |
| 424049 | 2007 BW40              | 24 de gener de 2007    | Catalina             | CSS                               |
| 424050 | 2007 BE42              | 24 de gener de 2007    | Catalina             | CSS                               |
| 424051 | 2007 BE43              | 24 de gener de 2007    | Mount Lemmon         | Mt. Lemmon Survey                 |
| 424052 | 2007 BT55              | 21 de desembre de 2006 | Kitt Peak            | Spacewatch                        |
| 424053 | 2007 BE63              | 27 de gener de 2007    | Mount Lemmon         | Mt. Lemmon Survey                 |
| 424054 | 2007 BP63              | 27 de gener de 2007    | Kitt Peak            | Spacewatch                        |
| 424055 | 2007 BG71              | 28 de gener de 2007    | Mount Lemmon         | Mt. Lemmon Survey                 |
| 424056 | 2007 BV80              | 24 de gener de 2007    | Mount Lemmon         | Mt. Lemmon Survey                 |
| 424057 | 2007 BZ101             | 27 de gener de 2007    | Catalina             | CSS                               |
| 424058 | 2007 BL102             | 27 de gener de 2007    | Kitt Peak            | Spacewatch                        |
| 424059 | 2007 CU13              | 26 de gener de 2007    | Kitt Peak            | Spacewatch                        |
| 424060 | 2007 CV13              | 7 de febrer de 2007    | Kitt Peak            | Spacewatch                        |
| 424061 | 2007 CT32              | 27 de gener de 2007    | Mount Lemmon         | Mt. Lemmon Survey                 |
| 424062 | 2007 CE45              | 24 de novembre de 2006 | Mount Lemmon         | Mt. Lemmon Survey                 |
| 424063 | 2007 CP46              | 8 de febrer de 2007    | Mount Lemmon         | Mt. Lemmon Survey                 |
| 424064 | 2007 CQ54              | 15 de febrer de 2007   | Charleston           | Astronomical Research Observatory |
| 424065 | 2007 CF63              | 15 de febrer de 2007   | Palomar              | NEAT                              |
| 424066 | 2007 CM63              | 28 de gener de 2007    | Mount Lemmon         | Mt. Lemmon Survey                 |
| 424067 | 2007 CJ65              | 27 de gener de 2007    | Mount Lemmon         | Mt. Lemmon Survey                 |
| 424068 | 2007 DL1               | 15 de desembre de 2006 | Mount Lemmon         | Mt. Lemmon Survey                 |
| 424069 | 2007 DV1               | 16 de febrer de 2007   | Mount Lemmon         | Mt. Lemmon Survey                 |
| 424070 | 2007 DB2               | 16 de febrer de 2007   | Mount Lemmon         | Mt. Lemmon Survey                 |
| 424071 | 2007 DA11              | 17 de febrer de 2007   | Kitt Peak            | Spacewatch                        |
| 424072 | 2007 DF16              | 17 de febrer de 2007   | Kitt Peak            | Spacewatch                        |
| 424073 | 2007 DY18              | 28 de gener de 2007    | Mount Lemmon         | Mt. Lemmon Survey                 |
| 424074 | 2007 DA21              | 17 de febrer de 2007   | Kitt Peak            | Spacewatch                        |
| 424075 | 2007 DZ22              | 27 de gener de 2007    | Mount Lemmon         | Mt. Lemmon Survey                 |
| 424076 | 2007 DV27              | 17 de febrer de 2007   | Kitt Peak            | Spacewatch                        |
| 424077 | 2007 DR30              | 17 de febrer de 2007   | Kitt Peak            | Spacewatch                        |
| 424078 | 2007 DN31              | 17 de febrer de 2007   | Kitt Peak            | Spacewatch                        |
| 424079 | 2007 DZ31              | 17 de febrer de 2007   | Kitt Peak            | Spacewatch                        |
| 424080 | 2007 DU35              | 17 de febrer de 2007   | Kitt Peak            | Spacewatch                        |
| 424081 | 2007 DS39              | 9 de febrer de 2007    | Kitt Peak            | Spacewatch                        |
| 424082 | 2007 DY39              | 13 de desembre de 2006 | Kitt Peak            | Spacewatch                        |
| 424083 | 2007 DR40              | 21 de febrer de 2007   | Catalina             | CSS                               |
| 424084 | 2007 DN48              | 28 de gener de 2007    | Mount Lemmon         | Mt. Lemmon Survey                 |
| 424085 | 2007 DP53              | 19 de febrer de 2007   | Mount Lemmon         | Mt. Lemmon Survey                 |
| 424086 | 2007 DY71              | 21 de febrer de 2007   | Kitt Peak            | Spacewatch                        |
| 424087 | 2007 DU73              | 21 de febrer de 2007   | Kitt Peak            | Spacewatch                        |
| 424088 | 2007 DQ82              | 23 de febrer de 2007   | Catalina             | CSS                               |
| 424089 | 2007 DU103             | 25 de febrer de 2007   | Mount Lemmon         | Mt. Lemmon Survey                 |
| 424090 | 2007 DH104             | 26 de febrer de 2007   | Catalina             | CSS                               |
| 424091 | 2007 DO109             | 17 de febrer de 2007   | Kitt Peak            | Spacewatch                        |
| 424092 | 2007 DW109             | 23 de febrer de 2007   | Mount Lemmon         | Mt. Lemmon Survey                 |
| 424093 | 2007 DF112             | 26 de febrer de 2007   | Mount Lemmon         | Mt. Lemmon Survey                 |
| 424094 | 2007 EC9               | 9 de març de 2007      | Mount Lemmon         | Mt. Lemmon Survey                 |
| 424095 | 2007 EP10              | 25 de febrer de 2007   | Mount Lemmon         | Mt. Lemmon Survey                 |
| 424096 | 2007 EJ11              | 8 de febrer de 2007    | Kitt Peak            | Spacewatch                        |
| 424097 | 2007 EQ12              | 9 de març de 2007      | Palomar              | NEAT                              |
| 424098 | 2007 EY12              | 17 de febrer de 2007   | Kitt Peak            | Spacewatch                        |
| 424099 | 2007 EU16              | 9 de març de 2007      | Kitt Peak            | Spacewatch                        |
| 424100 | 2007 EO19              | 10 de març de 2007     | Mount Lemmon         | Mt. Lemmon Survey                 |

## 424101-424200
| Nom    | Designació provisional | Data de descobriment   | Lloc de descobriment | Descobridor/s        |
| ------ | ---------------------- | ---------------------- | -------------------- | -------------------- |
| 424101 | 2007 ER23              | 10 de març de 2007     | Mount Lemmon         | Mt. Lemmon Survey    |
| 424102 | 2007 EB27              | 11 de març de 2007     | Altschwendt          | W. Ries              |
| 424103 | 2007 EO27              | 28 d'agost de 2005     | Kitt Peak            | Spacewatch           |
| 424104 | 2007 ES43              | 9 de març de 2007      | Kitt Peak            | Spacewatch           |
| 424105 | 2007 EQ46              | 9 de març de 2007      | Mount Lemmon         | Mt. Lemmon Survey    |
| 424106 | 2007 EU60              | 9 de febrer de 2007    | Kitt Peak            | Spacewatch           |
| 424107 | 2007 EH66              | 10 de març de 2007     | Kitt Peak            | Spacewatch           |
| 424108 | 2007 EB72              | 10 de març de 2007     | Kitt Peak            | Spacewatch           |
| 424109 | 2007 EM83              | 12 de març de 2007     | Kitt Peak            | Spacewatch           |
| 424110 | 2007 EF91              | 9 de març de 2007      | Mount Lemmon         | Mt. Lemmon Survey    |
| 424111 | 2007 EZ92              | 10 de març de 2007     | Mount Lemmon         | Mt. Lemmon Survey    |
| 424112 | 2007 EP94              | 10 de març de 2007     | Mount Lemmon         | Mt. Lemmon Survey    |
| 424113 | 2007 ER97              | 11 de març de 2007     | Kitt Peak            | Spacewatch           |
| 424114 | 2007 EU102             | 11 de març de 2007     | Kitt Peak            | Spacewatch           |
| 424115 | 2007 EP107             | 11 de març de 2007     | Kitt Peak            | Spacewatch           |
| 424116 | 2007 EU111             | 11 de març de 2007     | Kitt Peak            | Spacewatch           |
| 424117 | 2007 EG113             | 27 de gener de 2007    | Mount Lemmon         | Mt. Lemmon Survey    |
| 424118 | 2007 EL117             | 13 de març de 2007     | Mount Lemmon         | Mt. Lemmon Survey    |
| 424119 | 2007 EJ119             | 13 de març de 2007     | Mount Lemmon         | Mt. Lemmon Survey    |
| 424120 | 2007 ET119             | 13 de març de 2007     | Mount Lemmon         | Mt. Lemmon Survey    |
| 424121 | 2007 EB138             | 11 de març de 2007     | Kitt Peak            | Spacewatch           |
| 424122 | 2007 EP144             | 12 de març de 2007     | Mount Lemmon         | Mt. Lemmon Survey    |
| 424123 | 2007 EL147             | 26 de febrer de 2007   | Mount Lemmon         | Mt. Lemmon Survey    |
| 424124 | 2007 ER150             | 12 de març de 2007     | Mount Lemmon         | Mt. Lemmon Survey    |
| 424125 | 2007 ES172             | 14 de març de 2007     | Kitt Peak            | Spacewatch           |
| 424126 | 2007 EY175             | 14 de març de 2007     | Kitt Peak            | Spacewatch           |
| 424127 | 2007 EL178             | 14 de març de 2007     | Kitt Peak            | Spacewatch           |
| 424128 | 2007 EY187             | 15 de març de 2007     | Catalina             | CSS                  |
| 424129 | 2007 EY205             | 12 de març de 2007     | Mount Lemmon         | Mt. Lemmon Survey    |
| 424130 | 2007 EG221             | 14 de març de 2007     | Mount Lemmon         | Mt. Lemmon Survey    |
| 424131 | 2007 FZ                | 27 de novembre de 2006 | Mount Lemmon         | Mt. Lemmon Survey    |
| 424132 | 2007 FZ5               | 18 de setembre de 1995 | Kitt Peak            | Spacewatch           |
| 424133 | 2007 FA13              | 19 de març de 2007     | Catalina             | CSS                  |
| 424134 | 2007 FK22              | 26 de febrer de 2007   | Mount Lemmon         | Mt. Lemmon Survey    |
| 424135 | 2007 FV23              | 20 de març de 2007     | Kitt Peak            | Spacewatch           |
| 424136 | 2007 FS27              | 20 de març de 2007     | Mount Lemmon         | Mt. Lemmon Survey    |
| 424137 | 2007 FU36              | 26 de març de 2007     | Kitt Peak            | Spacewatch           |
| 424138 | 2007 FN38              | 26 de març de 2007     | Catalina             | CSS                  |
| 424139 | 2007 FC41              | 20 de març de 2007     | Anderson Mesa        | LONEOS               |
| 424140 | 2007 FL46              | 26 de març de 2007     | Mount Lemmon         | Mt. Lemmon Survey    |
| 424141 | 2007 GN                | 7 d'abril de 2007      | Mount Lemmon         | Mt. Lemmon Survey    |
| 424142 | 2007 GQ1               | 11 de març de 2007     | Mount Lemmon         | Mt. Lemmon Survey    |
| 424143 | 2007 GV2               | 7 d'abril de 2007      | Mount Lemmon         | Mt. Lemmon Survey    |
| 424144 | 2007 GM6               | 16 de març de 2007     | Mount Lemmon         | Mt. Lemmon Survey    |
| 424145 | 2007 GY14              | 11 d'abril de 2007     | Catalina             | CSS                  |
| 424146 | 2007 GC16              | 17 de març de 2007     | Anderson Mesa        | LONEOS               |
| 424147 | 2007 GU16              | 11 d'abril de 2007     | Kitt Peak            | Spacewatch           |
| 424148 | 2007 GY22              | 11 d'abril de 2007     | Mount Lemmon         | Mt. Lemmon Survey    |
| 424149 | 2007 GR23              | 11 d'abril de 2007     | Mount Lemmon         | Mt. Lemmon Survey    |
| 424150 | 2007 GH28              | 25 de febrer de 2007   | Mount Lemmon         | Mt. Lemmon Survey    |
| 424151 | 2007 GF35              | 14 d'abril de 2007     | Kitt Peak            | Spacewatch           |
| 424152 | 2007 GH41              | 14 d'abril de 2007     | Kitt Peak            | Spacewatch           |
| 424153 | 2007 GY41              | 14 d'abril de 2007     | Kitt Peak            | Spacewatch           |
| 424154 | 2007 GW42              | 14 d'abril de 2007     | Kitt Peak            | Spacewatch           |
| 424155 | 2007 GT45              | 14 d'abril de 2007     | Kitt Peak            | Spacewatch           |
| 424156 | 2007 GP57              | 15 de març de 2007     | Kitt Peak            | Spacewatch           |
| 424157 | 2007 GY67              | 15 d'abril de 2007     | Kitt Peak            | Spacewatch           |
| 424158 | 2007 GX74              | 14 d'abril de 2007     | Catalina             | CSS                  |
| 424159 | 2007 HO5               | 14 d'abril de 2007     | Kitt Peak            | Spacewatch           |
| 424160 | 2007 HP5               | 26 de febrer de 2007   | Mount Lemmon         | Mt. Lemmon Survey    |
| 424161 | 2007 HG6               | 16 d'abril de 2007     | Catalina             | CSS                  |
| 424162 | 2007 HL14              | 19 d'abril de 2007     | Kitt Peak            | Spacewatch           |
| 424163 | 2007 HX21              | 18 d'abril de 2007     | Kitt Peak            | Spacewatch           |
| 424164 | 2007 HG23              | 18 d'abril de 2007     | Kitt Peak            | Spacewatch           |
| 424165 | 2007 HX36              | 19 d'abril de 2007     | Kitt Peak            | Spacewatch           |
| 424166 | 2007 HB40              | 20 d'abril de 2007     | Mount Lemmon         | Mt. Lemmon Survey    |
| 424167 | 2007 HR43              | 22 d'abril de 2007     | Mount Lemmon         | Mt. Lemmon Survey    |
| 424168 | 2007 HY43              | 22 d'abril de 2007     | Mount Lemmon         | Mt. Lemmon Survey    |
| 424169 | 2007 HO44              | 18 d'abril de 2007     | Mount Lemmon         | Mt. Lemmon Survey    |
| 424170 | 2007 HJ45              | 18 d'abril de 2007     | Kitt Peak            | Spacewatch           |
| 424171 | 2007 HC55              | 22 d'abril de 2007     | Kitt Peak            | Spacewatch           |
| 424172 | 2007 HQ57              | 22 d'abril de 2007     | Mount Lemmon         | Mt. Lemmon Survey    |
| 424173 | 2007 HY57              | 23 d'abril de 2007     | Kitt Peak            | Spacewatch           |
| 424174 | 2007 HX58              | 23 d'abril de 2007     | Catalina             | CSS                  |
| 424175 | 2007 HD74              | 22 d'abril de 2007     | Kitt Peak            | Spacewatch           |
| 424176 | 2007 HA77              | 23 d'abril de 2007     | Kitt Peak            | Spacewatch           |
| 424177 | 2007 HZ85              | 24 d'abril de 2007     | Kitt Peak            | Spacewatch           |
| 424178 | 2007 HZ94              | 19 d'abril de 2007     | Mount Lemmon         | Mt. Lemmon Survey    |
| 424179 | 2007 HX97              | 25 d'abril de 2007     | Mount Lemmon         | Mt. Lemmon Survey    |
| 424180 | 2007 JL                | 25 d'abril de 2007     | Mount Lemmon         | Mt. Lemmon Survey    |
| 424181 | 2007 JP                | 7 de maig de 2007      | Mount Lemmon         | Mt. Lemmon Survey    |
| 424182 | 2007 JD3               | 25 d'abril de 2007     | Kitt Peak            | Spacewatch           |
| 424183 | 2007 JD8               | 18 d'abril de 2007     | Mount Lemmon         | Mt. Lemmon Survey    |
| 424184 | 2007 JX8               | 18 d'octubre de 2003   | Kitt Peak            | Spacewatch           |
| 424185 | 2007 JB11              | 18 d'abril de 2007     | Mount Lemmon         | Mt. Lemmon Survey    |
| 424186 | 2007 JU19              | 16 d'abril de 2007     | Catalina             | CSS                  |
| 424187 | 2007 JT21              | 14 d'abril de 2007     | Kitt Peak            | Spacewatch           |
| 424188 | 2007 JN22              | 10 de maig de 2007     | Mount Lemmon         | Mt. Lemmon Survey    |
| 424189 | 2007 JD24              | 24 d'abril de 2007     | Mount Lemmon         | Mt. Lemmon Survey    |
| 424190 | 2007 JF28              | 15 d'abril de 2007     | Kitt Peak            | Spacewatch           |
| 424191 | 2007 JF40              | 15 d'abril de 2007     | Catalina             | CSS                  |
| 424192 | 2007 JB43              | 15 de març de 2007     | Mount Lemmon         | Mt. Lemmon Survey    |
| 424193 | 2007 JR45              | 11 de maig de 2007     | Mount Lemmon         | Mt. Lemmon Survey    |
| 424194 | 2007 LJ2               | 7 de juny de 2007      | Kitt Peak            | Spacewatch           |
| 424195 | 2007 LN12              | 9 de juny de 2007      | Kitt Peak            | Spacewatch           |
| 424196 | 2007 LX15              | 11 de maig de 2007     | Kitt Peak            | Spacewatch           |
| 424197 | 2007 LG32              | 15 de juny de 2007     | Kitt Peak            | Spacewatch           |
| 424198 | 2007 LX37              | 10 de juny de 2007     | Siding Spring        | Siding Spring Survey |
| 424199 | 2007 MY6               | 16 d'abril de 2007     | Catalina             | CSS                  |
| 424200 | 2007 NV1               | 12 de juliol de 2007   | La Sagra             | OAM                  |

## 424201-424300
| Nom    | Designació provisional | Data de descobriment   | Lloc de descobriment | Descobridor/s          |
| ------ | ---------------------- | ---------------------- | -------------------- | ---------------------- |
| 424201 | 2007 OH7               | 18 de juliol de 2007   | Catalina             | CSS                    |
| 424202 | 2007 PU9               | 9 d'agost de 2007      | Socorro              | LINEAR                 |
| 424203 | 2007 PA25              | 6 d'agost de 2007      | Reedy Creek          | J. Broughton           |
| 424204 | 2007 PP27              | 14 d'agost de 2007     | Altschwendt          | W. Ries                |
| 424205 | 2007 PJ32              | 8 d'agost de 2007      | Socorro              | LINEAR                 |
| 424206 | 2007 PB33              | 9 d'agost de 2007      | Socorro              | LINEAR                 |
| 424207 | 2007 PL42              | 9 d'agost de 2007      | Socorro              | LINEAR                 |
| 424208 | 2007 QY                | 17 d'agost de 2007     | Bisei SG Center      | BATTeRS                |
| 424209 | 2007 QL10              | 23 d'agost de 2007     | Kitt Peak            | Spacewatch             |
| 424210 | 2007 QK16              | 23 d'agost de 2007     | Kitt Peak            | Spacewatch             |
| 424211 | 2007 QY17              | 24 d'agost de 2007     | Kitt Peak            | Spacewatch             |
| 424212 | 2007 RN4               | 3 de setembre de 2007  | Catalina             | CSS                    |
| 424213 | 2007 RM10              | 3 de setembre de 2007  | Catalina             | CSS                    |
| 424214 | 2007 RF36              | 8 de setembre de 2007  | Anderson Mesa        | LONEOS                 |
| 424215 | 2007 RH39              | 8 de setembre de 2007  | Mount Lemmon         | Mt. Lemmon Survey      |
| 424216 | 2007 RQ50              | 7 de maig de 2005      | Mount Lemmon         | Mt. Lemmon Survey      |
| 424217 | 2007 RO70              | 10 de setembre de 2007 | Kitt Peak            | Spacewatch             |
| 424218 | 2007 RP80              | 10 de setembre de 2007 | Mount Lemmon         | Mt. Lemmon Survey      |
| 424219 | 2007 RG92              | 10 de setembre de 2007 | Mount Lemmon         | Mt. Lemmon Survey      |
| 424220 | 2007 RR93              | 10 de setembre de 2007 | Kitt Peak            | Spacewatch             |
| 424221 | 2007 RN103             | 11 de setembre de 2007 | Catalina             | CSS                    |
| 424222 | 2007 RS105             | 11 de setembre de 2007 | Catalina             | CSS                    |
| 424223 | 2007 RM111             | 11 de setembre de 2007 | Kitt Peak            | Spacewatch             |
| 424224 | 2007 RT128             | 11 de març de 2005     | Kitt Peak            | Spacewatch             |
| 424225 | 2007 RY140             | 12 de setembre de 2007 | Anderson Mesa        | LONEOS                 |
| 424226 | 2007 RR141             | 13 de setembre de 2007 | Socorro              | LINEAR                 |
| 424227 | 2007 RK143             | 14 de setembre de 2007 | Socorro              | LINEAR                 |
| 424228 | 2007 RU146             | 11 de setembre de 2007 | Catalina             | CSS                    |
| 424229 | 2007 RH150             | 14 de setembre de 2007 | Catalina             | CSS                    |
| 424230 | 2007 RL158             | 12 de setembre de 2007 | Catalina             | CSS                    |
| 424231 | 2007 RQ164             | 10 de setembre de 2007 | Kitt Peak            | Spacewatch             |
| 424232 | 2007 RX169             | 10 de setembre de 2007 | Kitt Peak            | Spacewatch             |
| 424233 | 2007 RA170             | 10 de setembre de 2007 | Kitt Peak            | Spacewatch             |
| 424234 | 2007 RG170             | 10 d'agost de 2007     | Kitt Peak            | Spacewatch             |
| 424235 | 2007 RR181             | 11 de setembre de 2007 | Catalina             | CSS                    |
| 424236 | 2007 RQ194             | 12 de setembre de 2007 | Kitt Peak            | Spacewatch             |
| 424237 | 2007 RV198             | 13 de setembre de 2007 | Catalina             | CSS                    |
| 424238 | 2007 RZ198             | 13 de setembre de 2007 | Catalina             | CSS                    |
| 424239 | 2007 RB201             | 13 de setembre de 2007 | Kitt Peak            | Spacewatch             |
| 424240 | 2007 RV205             | 10 de setembre de 2007 | Kitt Peak            | Spacewatch             |
| 424241 | 2007 RN206             | 10 de setembre de 2007 | Kitt Peak            | Spacewatch             |
| 424242 | 2007 RW214             | 12 de setembre de 2007 | Kitt Peak            | Spacewatch             |
| 424243 | 2007 RP217             | 13 de setembre de 2007 | Kitt Peak            | Spacewatch             |
| 424244 | 2007 RJ233             | 12 de setembre de 2007 | Catalina             | CSS                    |
| 424245 | 2007 RA253             | 13 de setembre de 2007 | Mount Lemmon         | Mt. Lemmon Survey      |
| 424246 | 2007 RD255             | 10 de setembre de 2007 | Kitt Peak            | Spacewatch             |
| 424247 | 2007 RC257             | 14 de setembre de 2007 | Catalina             | CSS                    |
| 424248 | 2007 RK268             | 15 de setembre de 2007 | Kitt Peak            | Spacewatch             |
| 424249 | 2007 RN275             | 6 de setembre de 2007  | Siding Spring        | Siding Spring Survey   |
| 424250 | 2007 RW283             | 8 de setembre de 2007  | Anderson Mesa        | LONEOS                 |
| 424251 | 2007 RK286             | 3 de setembre de 2007  | Catalina             | CSS                    |
| 424252 | 2007 RP287             | 9 de setembre de 2007  | Kitt Peak            | Spacewatch             |
| 424253 | 2007 RG299             | 15 de setembre de 2007 | Kitt Peak            | Spacewatch             |
| 424254 | 2007 RL299             | 12 de setembre de 2007 | Catalina             | CSS                    |
| 424255 | 2007 RV302             | 12 de setembre de 2007 | Mount Lemmon         | Mt. Lemmon Survey      |
| 424256 | 2007 RM316             | 9 de setembre de 2007  | Kitt Peak            | Spacewatch             |
| 424257 | 2007 RH320             | 13 de setembre de 2007 | Socorro              | LINEAR                 |
| 424258 | 2007 RD322             | 10 de setembre de 2007 | Kitt Peak            | Spacewatch             |
| 424259 | 2007 SY1               | 19 de setembre de 2007 | Altschwendt          | W. Ries                |
| 424260 | 2007 SQ8               | 18 de setembre de 2007 | Kitt Peak            | Spacewatch             |
| 424261 | 2007 SK9               | 10 de setembre de 2007 | Kitt Peak            | Spacewatch             |
| 424262 | 2007 ST12              | 19 de setembre de 2007 | Kitt Peak            | Spacewatch             |
| 424263 | 2007 SY12              | 9 de setembre de 2007  | Kitt Peak            | Spacewatch             |
| 424264 | 2007 SD14              | 20 de setembre de 2007 | Catalina             | CSS                    |
| 424265 | 2007 SW15              | 30 de setembre de 2007 | Kitt Peak            | Spacewatch             |
| 424266 | 2007 TW3               | 5 d'octubre de 2007    | Pla D'Arguines       | R. Ferrando            |
| 424267 | 2007 TG4               | 9 de setembre de 2007  | Mount Lemmon         | Mt. Lemmon Survey      |
| 424268 | 2007 TV15              | 5 d'octubre de 2007    | Kitt Peak            | Spacewatch             |
| 424269 | 2007 TO24              | 25 d'octubre de 1997   | Kitt Peak            | Spacewatch             |
| 424270 | 2007 TH27              | 4 d'octubre de 2007    | Kitt Peak            | Spacewatch             |
| 424271 | 2007 TE36              | 3 d'octubre de 2007    | Purple Mountain      | PMO NEO Survey Program |
| 424272 | 2007 TB55              | 4 d'octubre de 2007    | Kitt Peak            | Spacewatch             |
| 424273 | 2007 TN59              | 10 de setembre de 2007 | Kitt Peak            | Spacewatch             |
| 424274 | 2007 TU74              | 15 d'octubre de 2007   | Bisei SG Center      | BATTeRS                |
| 424275 | 2007 TG84              | 12 de setembre de 2007 | Mount Lemmon         | Mt. Lemmon Survey      |
| 424276 | 2007 TT90              | 8 d'octubre de 2007    | Mount Lemmon         | Mt. Lemmon Survey      |
| 424277 | 2007 TF101             | 12 de setembre de 2007 | Mount Lemmon         | Mt. Lemmon Survey      |
| 424278 | 2007 TQ101             | 8 d'octubre de 2007    | Mount Lemmon         | Mt. Lemmon Survey      |
| 424279 | 2007 TF102             | 8 d'octubre de 2007    | Mount Lemmon         | Mt. Lemmon Survey      |
| 424280 | 2007 TG116             | 8 d'octubre de 2007    | Purple Mountain      | PMO NEO Survey Program |
| 424281 | 2007 TH120             | 9 d'octubre de 2007    | Lulin                | LUSS                   |
| 424282 | 2007 TG124             | 6 d'octubre de 2007    | Kitt Peak            | Spacewatch             |
| 424283 | 2007 TA131             | 7 d'octubre de 2007    | Mount Lemmon         | Mt. Lemmon Survey      |
| 424284 | 2007 TO131             | 7 d'octubre de 2007    | Mount Lemmon         | Mt. Lemmon Survey      |
| 424285 | 2007 TQ132             | 7 d'octubre de 2007    | Mount Lemmon         | Mt. Lemmon Survey      |
| 424286 | 2007 TP135             | 24 d'agost de 2007     | Kitt Peak            | Spacewatch             |
| 424287 | 2007 TU142             | 14 d'octubre de 2007   | Dauban               | Chante-Perdrix         |
| 424288 | 2007 TH144             | 11 de setembre de 2007 | Mount Lemmon         | Mt. Lemmon Survey      |
| 424289 | 2007 TT159             | 10 de setembre de 2007 | Catalina             | CSS                    |
| 424290 | 2007 TC161             | 11 d'octubre de 2007   | Dauban               | Chante-Perdrix         |
| 424291 | 2007 TJ167             | 12 d'octubre de 2007   | Socorro              | LINEAR                 |
| 424292 | 2007 TW170             | 12 d'octubre de 2007   | Dauban               | Chante-Perdrix         |
| 424293 | 2007 TW213             | 7 d'octubre de 2007    | Kitt Peak            | Spacewatch             |
| 424294 | 2007 TG220             | 13 de setembre de 2007 | Mount Lemmon         | Mt. Lemmon Survey      |
| 424295 | 2007 TC243             | 8 d'octubre de 2007    | Catalina             | CSS                    |
| 424296 | 2007 TY254             | 9 d'octubre de 2007    | Mount Lemmon         | Mt. Lemmon Survey      |
| 424297 | 2007 TH256             | 10 d'octubre de 2007   | Kitt Peak            | Spacewatch             |
| 424298 | 2007 TV263             | 11 d'octubre de 2007   | Kitt Peak            | Spacewatch             |
| 424299 | 2007 TG264             | 11 d'octubre de 2007   | Kitt Peak            | Spacewatch             |
| 424300 | 2007 TW266             | 9 d'octubre de 2007    | Kitt Peak            | Spacewatch             |

## 424301-424400
| Nom    | Designació provisional | Data de descobriment   | Lloc de descobriment | Descobridor/s     |
| ------ | ---------------------- | ---------------------- | -------------------- | ----------------- |
| 424301 | 2007 TH269             | 9 d'octubre de 2007    | Kitt Peak            | Spacewatch        |
| 424302 | 2007 TB273             | 9 d'octubre de 2007    | Kitt Peak            | Spacewatch        |
| 424303 | 2007 TH285             | 9 d'octubre de 2007    | Mount Lemmon         | Mt. Lemmon Survey |
| 424304 | 2007 TP285             | 9 d'octubre de 2007    | Mount Lemmon         | Mt. Lemmon Survey |
| 424305 | 2007 TH289             | 11 d'octubre de 2007   | Mount Lemmon         | Mt. Lemmon Survey |
| 424306 | 2007 TH296             | 10 d'octubre de 2007   | Mount Lemmon         | Mt. Lemmon Survey |
| 424307 | 2007 TG314             | 11 d'octubre de 2007   | Mount Lemmon         | Mt. Lemmon Survey |
| 424308 | 2007 TF315             | 4 d'octubre de 2007    | Kitt Peak            | Spacewatch        |
| 424309 | 2007 TQ317             | 12 d'octubre de 2007   | Kitt Peak            | Spacewatch        |
| 424310 | 2007 TG324             | 25 de setembre de 2007 | Mount Lemmon         | Mt. Lemmon Survey |
| 424311 | 2007 TG335             | 11 d'octubre de 2007   | Kitt Peak            | Spacewatch        |
| 424312 | 2007 TW363             | 14 d'octubre de 2007   | Mount Lemmon         | Mt. Lemmon Survey |
| 424313 | 2007 TH370             | 12 d'octubre de 2007   | Anderson Mesa        | LONEOS            |
| 424314 | 2007 TP372             | 13 d'octubre de 2007   | Anderson Mesa        | LONEOS            |
| 424315 | 2007 TP404             | 15 d'octubre de 2007   | Kitt Peak            | Spacewatch        |
| 424316 | 2007 TN414             | 10 d'octubre de 2007   | Catalina             | CSS               |
| 424317 | 2007 TY427             | 10 d'octubre de 2007   | Kitt Peak            | Spacewatch        |
| 424318 | 2007 TK430             | 9 d'octubre de 2007    | Kitt Peak            | Spacewatch        |
| 424319 | 2007 TC432             | 4 d'octubre de 2007    | Mount Lemmon         | Mt. Lemmon Survey |
| 424320 | 2007 TZ432             | 8 d'octubre de 2007    | Catalina             | CSS               |
| 424321 | 2007 TM446             | 9 d'octubre de 2007    | Kitt Peak            | Spacewatch        |
| 424322 | 2007 UR12              | 16 d'octubre de 2007   | Catalina             | CSS               |
| 424323 | 2007 UG15              | 18 d'octubre de 2007   | Mount Lemmon         | Mt. Lemmon Survey |
| 424324 | 2007 UM15              | 18 d'octubre de 2007   | Mount Lemmon         | Mt. Lemmon Survey |
| 424325 | 2007 UC33              | 16 d'octubre de 2007   | Catalina             | CSS               |
| 424326 | 2007 UL38              | 18 de setembre de 2007 | Catalina             | CSS               |
| 424327 | 2007 UW43              | 14 de setembre de 2007 | Mount Lemmon         | Mt. Lemmon Survey |
| 424328 | 2007 UG57              | 30 d'octubre de 2007   | Mount Lemmon         | Mt. Lemmon Survey |
| 424329 | 2007 UJ57              | 30 d'octubre de 2007   | Mount Lemmon         | Mt. Lemmon Survey |
| 424330 | 2007 UH58              | 12 d'abril de 2005     | Mount Lemmon         | Mt. Lemmon Survey |
| 424331 | 2007 UY62              | 13 de setembre de 2007 | Mount Lemmon         | Mt. Lemmon Survey |
| 424332 | 2007 UK81              | 12 de setembre de 2007 | Mount Lemmon         | Mt. Lemmon Survey |
| 424333 | 2007 UE99              | 30 d'octubre de 2007   | Kitt Peak            | Spacewatch        |
| 424334 | 2007 UU99              | 30 d'octubre de 2007   | Kitt Peak            | Spacewatch        |
| 424335 | 2007 UE102             | 30 d'octubre de 2007   | Kitt Peak            | Spacewatch        |
| 424336 | 2007 UW103             | 30 d'octubre de 2007   | Kitt Peak            | Spacewatch        |
| 424337 | 2007 UM105             | 24 d'octubre de 2007   | Mount Lemmon         | Mt. Lemmon Survey |
| 424338 | 2007 UG116             | 31 d'octubre de 2007   | Kitt Peak            | Spacewatch        |
| 424339 | 2007 UZ116             | 30 d'octubre de 2007   | Mount Lemmon         | Mt. Lemmon Survey |
| 424340 | 2007 UA121             | 30 d'octubre de 2007   | Mount Lemmon         | Mt. Lemmon Survey |
| 424341 | 2007 UD131             | 20 d'octubre de 2007   | Mount Lemmon         | Mt. Lemmon Survey |
| 424342 | 2007 UL135             | 20 d'octubre de 2007   | Kitt Peak            | Spacewatch        |
| 424343 | 2007 UL136             | 19 d'octubre de 2007   | Catalina             | CSS               |
| 424344 | 2007 VX23              | 2 de novembre de 2007  | Mount Lemmon         | Mt. Lemmon Survey |
| 424345 | 2007 VY48              | 1 de novembre de 2007  | Kitt Peak            | Spacewatch        |
| 424346 | 2007 VP49              | 20 de novembre de 2004 | Kitt Peak            | Spacewatch        |
| 424347 | 2007 VU50              | 1 de novembre de 2007  | Kitt Peak            | Spacewatch        |
| 424348 | 2007 VO52              | 20 d'octubre de 2007   | Mount Lemmon         | Mt. Lemmon Survey |
| 424349 | 2007 VX61              | 1 de novembre de 2007  | Kitt Peak            | Spacewatch        |
| 424350 | 2007 VR79              | 3 de novembre de 2007  | Kitt Peak            | Spacewatch        |
| 424351 | 2007 VS114             | 3 de novembre de 2007  | Kitt Peak            | Spacewatch        |
| 424352 | 2007 VJ120             | 14 de setembre de 2007 | Mount Lemmon         | Mt. Lemmon Survey |
| 424353 | 2007 VX127             | 1 de novembre de 2007  | Mount Lemmon         | Mt. Lemmon Survey |
| 424354 | 2007 VA129             | 1 de novembre de 2007  | Mount Lemmon         | Mt. Lemmon Survey |
| 424355 | 2007 VU145             | 4 de novembre de 2007  | Kitt Peak            | Spacewatch        |
| 424356 | 2007 VE146             | 4 de novembre de 2007  | Kitt Peak            | Spacewatch        |
| 424357 | 2007 VM151             | 7 de novembre de 2007  | Kitt Peak            | Spacewatch        |
| 424358 | 2007 VQ159             | 5 de novembre de 2007  | Kitt Peak            | Spacewatch        |
| 424359 | 2007 VE165             | 5 de novembre de 2007  | Kitt Peak            | Spacewatch        |
| 424360 | 2007 VA180             | 12 d'octubre de 2007   | Kitt Peak            | Spacewatch        |
| 424361 | 2007 VF181             | 7 de novembre de 2007  | Catalina             | CSS               |
| 424362 | 2007 VT185             | 9 de novembre de 2007  | Mount Lemmon         | Mt. Lemmon Survey |
| 424363 | 2007 VB189             | 13 de novembre de 2007 | Bisei SG Center      | BATTeRS           |
| 424364 | 2007 VW197             | 8 de novembre de 2007  | Mount Lemmon         | Mt. Lemmon Survey |
| 424365 | 2007 VC220             | 9 de novembre de 2007  | Kitt Peak            | Spacewatch        |
| 424366 | 2007 VE229             | 7 de novembre de 2007  | Kitt Peak            | Spacewatch        |
| 424367 | 2007 VD238             | 9 d'octubre de 2007    | Kitt Peak            | Spacewatch        |
| 424368 | 2007 VB244             | 2 de novembre de 2007  | Kitt Peak            | Spacewatch        |
| 424369 | 2007 VQ250             | 8 de novembre de 2007  | Mount Lemmon         | Mt. Lemmon Survey |
| 424370 | 2007 VC256             | 13 de novembre de 2007 | Mount Lemmon         | Mt. Lemmon Survey |
| 424371 | 2007 VU257             | 15 de novembre de 2007 | Anderson Mesa        | LONEOS            |
| 424372 | 2007 VT268             | 12 de novembre de 2007 | Socorro              | LINEAR            |
| 424373 | 2007 VY280             | 14 de novembre de 2007 | Kitt Peak            | Spacewatch        |
| 424374 | 2007 VW305             | 5 de novembre de 2007  | Mount Lemmon         | Mt. Lemmon Survey |
| 424375 | 2007 VZ311             | 1 de novembre de 2007  | Kitt Peak            | Spacewatch        |
| 424376 | 2007 VQ326             | 4 de novembre de 2007  | Kitt Peak            | Spacewatch        |
| 424377 | 2007 WF4               | 18 de novembre de 2007 | Socorro              | LINEAR            |
| 424378 | 2007 WY6               | 18 de novembre de 2007 | Socorro              | LINEAR            |
| 424379 | 2007 WA11              | 17 de novembre de 2007 | Catalina             | CSS               |
| 424380 | 2007 WO15              | 15 de setembre de 2007 | Mount Lemmon         | Mt. Lemmon Survey |
| 424381 | 2007 WO16              | 7 de març de 1995      | Kitt Peak            | Spacewatch        |
| 424382 | 2007 WC35              | 19 de novembre de 2007 | Mount Lemmon         | Mt. Lemmon Survey |
| 424383 | 2007 WY39              | 7 de novembre de 2007  | Catalina             | CSS               |
| 424384 | 2007 WV48              | 20 de novembre de 2007 | Mount Lemmon         | Mt. Lemmon Survey |
| 424385 | 2007 WB53              | 5 de novembre de 2007  | Kitt Peak            | Spacewatch        |
| 424386 | 2007 WU61              | 18 de desembre de 2004 | Mount Lemmon         | Mt. Lemmon Survey |
| 424387 | 2007 XX10              | 4 de desembre de 2007  | Catalina             | CSS               |
| 424388 | 2007 XY15              | 8 de desembre de 2007  | La Sagra             | OAM               |
| 424389 | 2007 XS19              | 12 de desembre de 2007 | Socorro              | LINEAR            |
| 424390 | 2007 XW41              | 5 de desembre de 2007  | Kitt Peak            | Spacewatch        |
| 424391 | 2007 XO54              | 14 de desembre de 2007 | Mount Lemmon         | Mt. Lemmon Survey |
| 424392 | 2007 YJ                | 16 de desembre de 2007 | Mount Lemmon         | Mt. Lemmon Survey |
| 424393 | 2007 YP27              | 7 de novembre de 2007  | Mount Lemmon         | Mt. Lemmon Survey |
| 424394 | 2007 YW31              | 5 de desembre de 2007  | Kitt Peak            | Spacewatch        |
| 424395 | 2007 YG62              | 30 de desembre de 2007 | Mount Lemmon         | Mt. Lemmon Survey |
| 424396 | 2007 YT64              | 19 de desembre de 2007 | Mount Lemmon         | Mt. Lemmon Survey |
| 424397 | 2007 YM67              | 16 de desembre de 2007 | Mount Lemmon         | Mt. Lemmon Survey |
| 424398 | 2007 YV67              | 18 de desembre de 2007 | Kitt Peak            | Spacewatch        |
| 424399 | 2007 YX71              | 18 de desembre de 2007 | Kitt Peak            | Spacewatch        |
| 424400 | 2007 YP72              | 18 de desembre de 2007 | Mount Lemmon         | Mt. Lemmon Survey |

## 424401-424500
| Nom    | Designació provisional | Data de descobriment   | Lloc de descobriment | Descobridor/s     |
| ------ | ---------------------- | ---------------------- | -------------------- | ----------------- |
| 424401 | 2008 AB9               | 15 de desembre de 2007 | Mount Lemmon         | Mt. Lemmon Survey |
| 424402 | 2008 AT9               | 10 de gener de 2008    | Mount Lemmon         | Mt. Lemmon Survey |
| 424403 | 2008 AL23              | 10 de gener de 2008    | Mount Lemmon         | Mt. Lemmon Survey |
| 424404 | 2008 AK25              | 10 de gener de 2008    | Mount Lemmon         | Mt. Lemmon Survey |
| 424405 | 2008 AT25              | 10 de gener de 2008    | Mount Lemmon         | Mt. Lemmon Survey |
| 424406 | 2008 AS26              | 10 de gener de 2008    | Kitt Peak            | Spacewatch        |
| 424407 | 2008 AP27              | 10 de gener de 2008    | Mount Lemmon         | Mt. Lemmon Survey |
| 424408 | 2008 AG34              | 10 de gener de 2008    | Kitt Peak            | Spacewatch        |
| 424409 | 2008 AR38              | 10 de gener de 2008    | Kitt Peak            | Spacewatch        |
| 424410 | 2008 AZ39              | 10 de gener de 2008    | Mount Lemmon         | Mt. Lemmon Survey |
| 424411 | 2008 AW42              | 10 de gener de 2008    | Catalina             | CSS               |
| 424412 | 2008 AN57              | 30 de desembre de 2007 | Mount Lemmon         | Mt. Lemmon Survey |
| 424413 | 2008 AJ60              | 11 de gener de 2008    | Kitt Peak            | Spacewatch        |
| 424414 | 2008 AK67              | 11 de gener de 2008    | Kitt Peak            | Spacewatch        |
| 424415 | 2008 AN77              | 12 de gener de 2008    | Kitt Peak            | Spacewatch        |
| 424416 | 2008 AH80              | 12 de gener de 2008    | Kitt Peak            | Spacewatch        |
| 424417 | 2008 AQ84              | 13 de gener de 2008    | Kitt Peak            | Spacewatch        |
| 424418 | 2008 AP86              | 11 de gener de 2008    | Las Cruces           | D. S. Dixon       |
| 424419 | 2008 AS90              | 30 de desembre de 2007 | Kitt Peak            | Spacewatch        |
| 424420 | 2008 AL92              | 1 de gener de 2008     | Kitt Peak            | Spacewatch        |
| 424421 | 2008 AR93              | 14 de gener de 2008    | Kitt Peak            | Spacewatch        |
| 424422 | 2008 AD109             | 30 de desembre de 2007 | Kitt Peak            | Spacewatch        |
| 424423 | 2008 AW114             | 10 de gener de 2008    | Mount Lemmon         | Mt. Lemmon Survey |
| 424424 | 2008 AA128             | 11 de gener de 2008    | Mount Lemmon         | Mt. Lemmon Survey |
| 424425 | 2008 BZ19              | 30 de gener de 2008    | Kitt Peak            | Spacewatch        |
| 424426 | 2008 BS33              | 30 de gener de 2008    | Kitt Peak            | Spacewatch        |
| 424427 | 2008 BW33              | 30 de gener de 2008    | Catalina             | CSS               |
| 424428 | 2008 BJ35              | 30 de gener de 2008    | Kitt Peak            | Spacewatch        |
| 424429 | 2008 BG38              | 31 de gener de 2008    | Mount Lemmon         | Mt. Lemmon Survey |
| 424430 | 2008 BF46              | 30 de gener de 2008    | Mount Lemmon         | Mt. Lemmon Survey |
| 424431 | 2008 BW46              | 30 de gener de 2008    | Kitt Peak            | Spacewatch        |
| 424432 | 2008 BH47              | 20 de gener de 2008    | Mount Lemmon         | Mt. Lemmon Survey |
| 424433 | 2008 CU5               | 6 de febrer de 2008    | Socorro              | LINEAR            |
| 424434 | 2008 CB7               | 1 de febrer de 2008    | Kitt Peak            | Spacewatch        |
| 424435 | 2008 CE11              | 3 de febrer de 2008    | Kitt Peak            | Spacewatch        |
| 424436 | 2008 CG15              | 3 de febrer de 2008    | Kitt Peak            | Spacewatch        |
| 424437 | 2008 CP15              | 3 de febrer de 2008    | Kitt Peak            | Spacewatch        |
| 424438 | 2008 CU15              | 3 de febrer de 2008    | Kitt Peak            | Spacewatch        |
| 424439 | 2008 CE18              | 12 de gener de 2008    | Kitt Peak            | Spacewatch        |
| 424440 | 2008 CR23              | 1 de febrer de 2008    | Kitt Peak            | Spacewatch        |
| 424441 | 2008 CL24              | 31 de desembre de 2007 | Mount Lemmon         | Mt. Lemmon Survey |
| 424442 | 2008 CQ36              | 2 de febrer de 2008    | Kitt Peak            | Spacewatch        |
| 424443 | 2008 CE39              | 3 de setembre de 1999  | Kitt Peak            | Spacewatch        |
| 424444 | 2008 CL40              | 2 de febrer de 2008    | Mount Lemmon         | Mt. Lemmon Survey |
| 424445 | 2008 CA43              | 2 de febrer de 2008    | Kitt Peak            | Spacewatch        |
| 424446 | 2008 CK44              | 2 de febrer de 2008    | Kitt Peak            | Spacewatch        |
| 424447 | 2008 CQ61              | 7 de febrer de 2008    | Kitt Peak            | Spacewatch        |
| 424448 | 2008 CU62              | 8 de febrer de 2008    | Kitt Peak            | Spacewatch        |
| 424449 | 2008 CC68              | 8 de febrer de 2008    | Mount Lemmon         | Mt. Lemmon Survey |
| 424450 | 2008 CE77              | 30 de gener de 2008    | Catalina             | CSS               |
| 424451 | 2008 CH77              | 6 de febrer de 2008    | Catalina             | CSS               |
| 424452 | 2008 CY80              | 7 de febrer de 2008    | Kitt Peak            | Spacewatch        |
| 424453 | 2008 CW83              | 7 de febrer de 2008    | Kitt Peak            | Spacewatch        |
| 424454 | 2008 CO86              | 7 de febrer de 2008    | Mount Lemmon         | Mt. Lemmon Survey |
| 424455 | 2008 CF89              | 7 de febrer de 2008    | Mount Lemmon         | Mt. Lemmon Survey |
| 424456 | 2008 CC92              | 8 de febrer de 2008    | Kitt Peak            | Spacewatch        |
| 424457 | 2008 CQ92              | 8 de febrer de 2008    | Kitt Peak            | Spacewatch        |
| 424458 | 2008 CO98              | 30 de gener de 2008    | Mount Lemmon         | Mt. Lemmon Survey |
| 424459 | 2008 CD100             | 9 de febrer de 2008    | Kitt Peak            | Spacewatch        |
| 424460 | 2008 CC121             | 6 de febrer de 2008    | Catalina             | CSS               |
| 424461 | 2008 CD127             | 8 de febrer de 2008    | Kitt Peak            | Spacewatch        |
| 424462 | 2008 CM131             | 31 de desembre de 2007 | Mount Lemmon         | Mt. Lemmon Survey |
| 424463 | 2008 CY131             | 8 de febrer de 2008    | Kitt Peak            | Spacewatch        |
| 424464 | 2008 CF138             | 8 de febrer de 2008    | Kitt Peak            | Spacewatch        |
| 424465 | 2008 CV138             | 8 de febrer de 2008    | Kitt Peak            | Spacewatch        |
| 424466 | 2008 CW139             | 8 de febrer de 2008    | Catalina             | CSS               |
| 424467 | 2008 CP150             | 10 de gener de 2008    | Mount Lemmon         | Mt. Lemmon Survey |
| 424468 | 2008 CX153             | 9 de febrer de 2008    | Kitt Peak            | Spacewatch        |
| 424469 | 2008 CS158             | 9 de febrer de 2008    | Kitt Peak            | Spacewatch        |
| 424470 | 2008 CD168             | 11 de febrer de 2008   | Mount Lemmon         | Mt. Lemmon Survey |
| 424471 | 2008 CJ172             | 18 de desembre de 2007 | Mount Lemmon         | Mt. Lemmon Survey |
| 424472 | 2008 CP177             | 19 de novembre de 2007 | Mount Lemmon         | Mt. Lemmon Survey |
| 424473 | 2008 CV191             | 2 de febrer de 2008    | Kitt Peak            | Spacewatch        |
| 424474 | 2008 CF193             | 9 de febrer de 2008    | Kitt Peak            | Spacewatch        |
| 424475 | 2008 CN198             | 12 de febrer de 2008   | Kitt Peak            | Spacewatch        |
| 424476 | 2008 CO198             | 12 de febrer de 2008   | Kitt Peak            | Spacewatch        |
| 424477 | 2008 CV205             | 2 de febrer de 2008    | Kitt Peak            | Spacewatch        |
| 424478 | 2008 CP207             | 2 de febrer de 2008    | Kitt Peak            | Spacewatch        |
| 424479 | 2008 CV210             | 2 de febrer de 2008    | Kitt Peak            | Spacewatch        |
| 424480 | 2008 CW213             | 10 de febrer de 2008   | Mount Lemmon         | Mt. Lemmon Survey |
| 424481 | 2008 DV3               | 24 de febrer de 2008   | Mount Lemmon         | Mt. Lemmon Survey |
| 424482 | 2008 DG5               | 28 de febrer de 2008   | Catalina             | CSS               |
| 424483 | 2008 DM6               | 24 de febrer de 2008   | Mount Lemmon         | Mt. Lemmon Survey |
| 424484 | 2008 DH14              | 26 de febrer de 2008   | Mount Lemmon         | Mt. Lemmon Survey |
| 424485 | 2008 DS15              | 31 de desembre de 2007 | Mount Lemmon         | Mt. Lemmon Survey |
| 424486 | 2008 DT16              | 27 de febrer de 2008   | Kitt Peak            | Spacewatch        |
| 424487 | 2008 DN19              | 27 de febrer de 2008   | Kitt Peak            | Spacewatch        |
| 424488 | 2008 DP24              | 28 de febrer de 2008   | Mount Lemmon         | Mt. Lemmon Survey |
| 424489 | 2008 DH28              | 24 de febrer de 2008   | Altschwendt          | W. Ries           |
| 424490 | 2008 DR32              | 27 de febrer de 2008   | Kitt Peak            | Spacewatch        |
| 424491 | 2008 DJ37              | 27 de febrer de 2008   | Mount Lemmon         | Mt. Lemmon Survey |
| 424492 | 2008 DC38              | 27 de febrer de 2008   | Kitt Peak            | Spacewatch        |
| 424493 | 2008 DV42              | 28 de febrer de 2008   | Kitt Peak            | Spacewatch        |
| 424494 | 2008 DN43              | 28 de febrer de 2008   | Mount Lemmon         | Mt. Lemmon Survey |
| 424495 | 2008 DK44              | 28 de febrer de 2008   | Kitt Peak            | Spacewatch        |
| 424496 | 2008 DO45              | 28 de febrer de 2008   | Kitt Peak            | Spacewatch        |
| 424497 | 2008 DR47              | 28 de febrer de 2008   | Mount Lemmon         | Mt. Lemmon Survey |
| 424498 | 2008 DN49              | 29 de febrer de 2008   | Mount Lemmon         | Mt. Lemmon Survey |
| 424499 | 2008 DA52              | 29 de febrer de 2008   | Kitt Peak            | Spacewatch        |
| 424500 | 2008 DG53              | 29 de febrer de 2008   | Mount Lemmon         | Mt. Lemmon Survey |

## 424501-424600
| Nom    | Designació provisional | Data de descobriment   | Lloc de descobriment | Descobridor/s          |
| ------ | ---------------------- | ---------------------- | -------------------- | ---------------------- |
| 424501 | 2008 DS64              | 28 de febrer de 2008   | Mount Lemmon         | Mt. Lemmon Survey      |
| 424502 | 2008 DD68              | 29 de febrer de 2008   | Kitt Peak            | Spacewatch             |
| 424503 | 2008 DX69              | 24 de febrer de 2008   | Kitt Peak            | Spacewatch             |
| 424504 | 2008 DX75              | 8 de febrer de 2008    | Kitt Peak            | Spacewatch             |
| 424505 | 2008 DK78              | 28 de febrer de 2008   | Mount Lemmon         | Mt. Lemmon Survey      |
| 424506 | 2008 DQ80              | 18 de febrer de 2008   | Mount Lemmon         | Mt. Lemmon Survey      |
| 424507 | 2008 DZ80              | 26 de febrer de 2008   | Mount Lemmon         | Mt. Lemmon Survey      |
| 424508 | 2008 DC82              | 28 de febrer de 2008   | Kitt Peak            | Spacewatch             |
| 424509 | 2008 EY                | 13 de febrer de 2008   | Mount Lemmon         | Mt. Lemmon Survey      |
| 424510 | 2008 ED11              | 1 de març de 2008      | Kitt Peak            | Spacewatch             |
| 424511 | 2008 EU13              | 19 de setembre de 2006 | Kitt Peak            | Spacewatch             |
| 424512 | 2008 EH22              | 2 de març de 2008      | Purple Mountain      | PMO NEO Survey Program |
| 424513 | 2008 ES23              | 14 de desembre de 2003 | Kitt Peak            | Spacewatch             |
| 424514 | 2008 EV26              | 4 de març de 2008      | Catalina             | CSS                    |
| 424515 | 2008 EV32              | 1 de març de 2008      | Kitt Peak            | Spacewatch             |
| 424516 | 2008 EZ39              | 4 de març de 2008      | Kitt Peak            | Spacewatch             |
| 424517 | 2008 EJ44              | 5 de març de 2008      | Kitt Peak            | Spacewatch             |
| 424518 | 2008 EC45              | 5 de març de 2008      | Kitt Peak            | Spacewatch             |
| 424519 | 2008 EA48              | 5 de març de 2008      | Kitt Peak            | Spacewatch             |
| 424520 | 2008 EX52              | 6 de març de 2008      | Mount Lemmon         | Mt. Lemmon Survey      |
| 424521 | 2008 EZ53              | 6 de març de 2008      | Mount Lemmon         | Mt. Lemmon Survey      |
| 424522 | 2008 EB69              | 11 de març de 2008     | Kitt Peak            | Spacewatch             |
| 424523 | 2008 EW70              | 19 d'agost de 2006     | Kitt Peak            | Spacewatch             |
| 424524 | 2008 EJ71              | 6 de març de 2008      | Mount Lemmon         | Mt. Lemmon Survey      |
| 424525 | 2008 EN72              | 6 de març de 2008      | Mount Lemmon         | Mt. Lemmon Survey      |
| 424526 | 2008 EP76              | 7 de març de 2008      | Kitt Peak            | Spacewatch             |
| 424527 | 2008 EX86              | 30 de gener de 2008    | Mount Lemmon         | Mt. Lemmon Survey      |
| 424528 | 2008 EB92              | 8 de febrer de 2008    | Kitt Peak            | Spacewatch             |
| 424529 | 2008 EE92              | 3 de març de 2008      | Catalina             | CSS                    |
| 424530 | 2008 EK94              | 13 de febrer de 2008   | Mount Lemmon         | Mt. Lemmon Survey      |
| 424531 | 2008 EB95              | 5 de març de 2008      | Mount Lemmon         | Mt. Lemmon Survey      |
| 424532 | 2008 EZ97              | 15 de març de 2008     | Mount Lemmon         | Mt. Lemmon Survey      |
| 424533 | 2008 EC100             | 6 de març de 2008      | Catalina             | CSS                    |
| 424534 | 2008 EH100             | 2 de febrer de 2008    | Kitt Peak            | Spacewatch             |
| 424535 | 2008 ET111             | 8 de març de 2008      | Kitt Peak            | Spacewatch             |
| 424536 | 2008 EH117             | 8 de març de 2008      | Kitt Peak            | Spacewatch             |
| 424537 | 2008 EF128             | 29 de febrer de 2008   | Kitt Peak            | Spacewatch             |
| 424538 | 2008 EA130             | 11 de març de 2008     | Kitt Peak            | Spacewatch             |
| 424539 | 2008 EO135             | 23 de novembre de 2006 | Mount Lemmon         | Mt. Lemmon Survey      |
| 424540 | 2008 ET135             | 11 de febrer de 2008   | Mount Lemmon         | Mt. Lemmon Survey      |
| 424541 | 2008 EY138             | 11 de març de 2008     | Kitt Peak            | Spacewatch             |
| 424542 | 2008 EB140             | 12 de març de 2008     | Kitt Peak            | Spacewatch             |
| 424543 | 2008 EQ141             | 9 de febrer de 2008    | Kitt Peak            | Spacewatch             |
| 424544 | 2008 EH148             | 2 de març de 2008      | Kitt Peak            | Spacewatch             |
| 424545 | 2008 EN148             | 2 de març de 2008      | Kitt Peak            | Spacewatch             |
| 424546 | 2008 EP150             | 1 d'octubre de 2006    | Kitt Peak            | Spacewatch             |
| 424547 | 2008 EB152             | 10 de març de 2008     | Kitt Peak            | Spacewatch             |
| 424548 | 2008 EP153             | 13 de març de 2008     | Kitt Peak            | Spacewatch             |
| 424549 | 2008 EX160             | 2 de març de 2008      | Kitt Peak            | Spacewatch             |
| 424550 | 2008 ER161             | 9 de març de 2008      | Kitt Peak            | Spacewatch             |
| 424551 | 2008 EY163             | 13 de març de 2008     | Kitt Peak            | Spacewatch             |
| 424552 | 2008 EW167             | 10 de març de 2008     | Kitt Peak            | Spacewatch             |
| 424553 | 2008 FQ                | 25 de març de 2008     | Kitt Peak            | Spacewatch             |
| 424554 | 2008 FC16              | 27 de març de 2008     | Kitt Peak            | Spacewatch             |
| 424555 | 2008 FP20              | 27 de març de 2008     | Kitt Peak            | Spacewatch             |
| 424556 | 2008 FZ25              | 27 de març de 2008     | Kitt Peak            | Spacewatch             |
| 424557 | 2008 FK36              | 28 de març de 2008     | Mount Lemmon         | Mt. Lemmon Survey      |
| 424558 | 2008 FV38              | 10 de març de 2008     | Kitt Peak            | Spacewatch             |
| 424559 | 2008 FT46              | 17 de desembre de 2003 | Kitt Peak            | Spacewatch             |
| 424560 | 2008 FS52              | 28 de març de 2008     | Mount Lemmon         | Mt. Lemmon Survey      |
| 424561 | 2008 FE57              | 28 de març de 2008     | Mount Lemmon         | Mt. Lemmon Survey      |
| 424562 | 2008 FA62              | 14 de febrer de 2004   | Kitt Peak            | Spacewatch             |
| 424563 | 2008 FM62              | 27 de març de 2008     | Kitt Peak            | Spacewatch             |
| 424564 | 2008 FJ67              | 28 de març de 2008     | Mount Lemmon         | Mt. Lemmon Survey      |
| 424565 | 2008 FH69              | 28 de març de 2008     | Mount Lemmon         | Mt. Lemmon Survey      |
| 424566 | 2008 FH86              | 13 de febrer de 2008   | Mount Lemmon         | Mt. Lemmon Survey      |
| 424567 | 2008 FF95              | 29 de març de 2008     | Kitt Peak            | Spacewatch             |
| 424568 | 2008 FV96              | 29 de març de 2008     | Catalina             | CSS                    |
| 424569 | 2008 FP104             | 30 de març de 2008     | Kitt Peak            | Spacewatch             |
| 424570 | 2008 FB115             | 30 de gener de 2008    | Mount Lemmon         | Mt. Lemmon Survey      |
| 424571 | 2008 FN130             | 30 de març de 2008     | Catalina             | CSS                    |
| 424572 | 2008 FO133             | 28 de febrer de 2008   | Kitt Peak            | Spacewatch             |
| 424573 | 2008 GS                | 2 d'abril de 2008      | Socorro              | LINEAR                 |
| 424574 | 2008 GM3               | 5 d'abril de 2008      | Catalina             | CSS                    |
| 424575 | 2008 GV18              | 28 de març de 2008     | Kitt Peak            | Spacewatch             |
| 424576 | 2008 GY22              | 4 de març de 2008      | Mount Lemmon         | Mt. Lemmon Survey      |
| 424577 | 2008 GD28              | 10 de març de 2008     | Kitt Peak            | Spacewatch             |
| 424578 | 2008 GW29              | 13 d'octubre de 2006   | Kitt Peak            | Spacewatch             |
| 424579 | 2008 GC34              | 15 de març de 2008     | Mount Lemmon         | Mt. Lemmon Survey      |
| 424580 | 2008 GJ37              | 3 d'abril de 2008      | Kitt Peak            | Spacewatch             |
| 424581 | 2008 GO37              | 3 d'abril de 2008      | Kitt Peak            | Spacewatch             |
| 424582 | 2008 GZ46              | 4 d'abril de 2008      | Kitt Peak            | Spacewatch             |
| 424583 | 2008 GK54              | 5 d'abril de 2008      | Kitt Peak            | Spacewatch             |
| 424584 | 2008 GY57              | 5 d'abril de 2008      | Mount Lemmon         | Mt. Lemmon Survey      |
| 424585 | 2008 GF58              | 5 d'abril de 2008      | Mount Lemmon         | Mt. Lemmon Survey      |
| 424586 | 2008 GB65              | 6 d'abril de 2008      | Kitt Peak            | Spacewatch             |
| 424587 | 2008 GP66              | 6 d'abril de 2008      | Kitt Peak            | Spacewatch             |
| 424588 | 2008 GT68              | 6 d'abril de 2008      | Kitt Peak            | Spacewatch             |
| 424589 | 2008 GV71              | 7 d'abril de 2008      | Kitt Peak            | Spacewatch             |
| 424590 | 2008 GO85              | 31 de març de 2008     | Kitt Peak            | Spacewatch             |
| 424591 | 2008 GD99              | 13 de març de 2008     | Kitt Peak            | Spacewatch             |
| 424592 | 2008 GM100             | 1 d'abril de 2008      | Kitt Peak            | Spacewatch             |
| 424593 | 2008 GF101             | 9 d'abril de 2008      | Kitt Peak            | Spacewatch             |
| 424594 | 2008 GL106             | 11 d'abril de 2008     | Mount Lemmon         | Mt. Lemmon Survey      |
| 424595 | 2008 GM118             | 11 d'abril de 2008     | Mount Lemmon         | Mt. Lemmon Survey      |
| 424596 | 2008 GM123             | 13 d'abril de 2008     | Kitt Peak            | Spacewatch             |
| 424597 | 2008 GO136             | 3 d'abril de 2008      | Kitt Peak            | Spacewatch             |
| 424598 | 2008 GS144             | 12 de febrer de 2008   | Mount Lemmon         | Mt. Lemmon Survey      |
| 424599 | 2008 GR145             | 8 d'abril de 2008      | Kitt Peak            | Spacewatch             |
| 424600 | 2008 HT12              | 24 d'abril de 2008     | Kitt Peak            | Spacewatch             |

## 424601-424700
| Nom    | Designació provisional | Data de descobriment   | Lloc de descobriment | Descobridor/s                     |
| ------ | ---------------------- | ---------------------- | -------------------- | --------------------------------- |
| 424601 | 2008 HY13              | 25 d'abril de 2008     | Kitt Peak            | Spacewatch                        |
| 424602 | 2008 HU20              | 26 d'abril de 2008     | Mount Lemmon         | Mt. Lemmon Survey                 |
| 424603 | 2008 HS27              | 28 d'abril de 2008     | Kitt Peak            | Spacewatch                        |
| 424604 | 2008 HV39              | 3 d'abril de 2008      | Mount Lemmon         | Mt. Lemmon Survey                 |
| 424605 | 2008 HH41              | 26 d'abril de 2008     | Catalina             | CSS                               |
| 424606 | 2008 HZ45              | 15 d'abril de 2008     | Kitt Peak            | Spacewatch                        |
| 424607 | 2008 HE51              | 29 d'abril de 2008     | Kitt Peak            | Spacewatch                        |
| 424608 | 2008 HR55              | 29 d'abril de 2008     | Kitt Peak            | Spacewatch                        |
| 424609 | 2008 HC68              | 25 d'abril de 2008     | Kitt Peak            | Spacewatch                        |
| 424610 | 2008 HZ69              | 27 d'abril de 2008     | Mount Lemmon         | Mt. Lemmon Survey                 |
| 424611 | 2008 JD                | 7 de març de 2008      | Mount Lemmon         | Mt. Lemmon Survey                 |
| 424612 | 2008 JN4               | 1 de maig de 2008      | Kitt Peak            | Spacewatch                        |
| 424613 | 2008 JC6               | 2 de maig de 2008      | Moletai              | Moletai                           |
| 424614 | 2008 JS6               | 2 de maig de 2008      | Kitt Peak            | Spacewatch                        |
| 424615 | 2008 JP12              | 3 de maig de 2008      | Kitt Peak            | Spacewatch                        |
| 424616 | 2008 JH13              | 14 d'abril de 2008     | Mount Lemmon         | Mt. Lemmon Survey                 |
| 424617 | 2008 JO15              | 2 de maig de 2008      | Kitt Peak            | Spacewatch                        |
| 424618 | 2008 JZ24              | 11 de maig de 2008     | Farra d'Isonzo       | Farra d'Isonzo                    |
| 424619 | 2008 JT25              | 8 de maig de 2008      | Kitt Peak            | Spacewatch                        |
| 424620 | 2008 JO26              | 3 de maig de 2008      | Catalina             | CSS                               |
| 424621 | 2008 JY32              | 8 de maig de 2008      | Kitt Peak            | Spacewatch                        |
| 424622 | 2008 JZ36              | 5 de maig de 2008      | Mount Lemmon         | Mt. Lemmon Survey                 |
| 424623 | 2008 JA37              | 5 de maig de 2008      | Mount Lemmon         | Mt. Lemmon Survey                 |
| 424624 | 2008 JL37              | 3 de maig de 2008      | Mount Lemmon         | Mt. Lemmon Survey                 |
| 424625 | 2008 JF38              | 6 de maig de 2008      | Mount Lemmon         | Mt. Lemmon Survey                 |
| 424626 | 2008 JH39              | 15 de maig de 2008     | Mount Lemmon         | Mt. Lemmon Survey                 |
| 424627 | 2008 JH40              | 3 de maig de 2008      | Mount Lemmon         | Mt. Lemmon Survey                 |
| 424628 | 2008 KD5               | 27 de maig de 2008     | Kitt Peak            | Spacewatch                        |
| 424629 | 2008 KV5               | 28 de maig de 2008     | Kitt Peak            | Spacewatch                        |
| 424630 | 2008 KN12              | 21 de desembre de 2006 | Kitt Peak            | Spacewatch                        |
| 424631 | 2008 KJ14              | 28 d'abril de 2008     | Mount Lemmon         | Mt. Lemmon Survey                 |
| 424632 | 2008 KE18              | 28 de maig de 2008     | Kitt Peak            | Spacewatch                        |
| 424633 | 2008 KK27              | 30 de maig de 2008     | Kitt Peak            | Spacewatch                        |
| 424634 | 2008 KW40              | 27 d'abril de 2008     | Kitt Peak            | Spacewatch                        |
| 424635 | 2008 KN41              | 31 de maig de 2008     | Kitt Peak            | Spacewatch                        |
| 424636 | 2008 LA3               | 1 de juny de 2008      | Kitt Peak            | Spacewatch                        |
| 424637 | 2008 LV5               | 6 de març de 2008      | Mount Lemmon         | Mt. Lemmon Survey                 |
| 424638 | 2008 LM8               | 6 de juny de 2008      | Kitt Peak            | Spacewatch                        |
| 424639 | 2008 LW9               | 6 de juny de 2008      | Kitt Peak            | Spacewatch                        |
| 424640 | 2008 LO11              | 7 de juny de 2008      | Kitt Peak            | Spacewatch                        |
| 424641 | 2008 LZ12              | 29 de maig de 2008     | Kitt Peak            | Spacewatch                        |
| 424642 | 2008 OA                | 16 de juliol de 2008   | Charleston           | Astronomical Research Observatory |
| 424643 | 2008 OD2               | 2 de juny de 2008      | Mount Lemmon         | Mt. Lemmon Survey                 |
| 424644 | 2008 OC7               | 29 de juliol de 2008   | Mount Lemmon         | Mt. Lemmon Survey                 |
| 424645 | 2008 OV9               | 31 de juliol de 2008   | La Sagra             | OAM                               |
| 424646 | 2008 OD21              | 29 de juliol de 2008   | Kitt Peak            | Spacewatch                        |
| 424647 | 2008 PY6               | 5 d'agost de 2008      | La Sagra             | OAM                               |
| 424648 | 2008 PH18              | 7 d'agost de 2008      | Andrushivka          | Andrushivka                       |
| 424649 | 2008 PG20              | 11 de juliol de 2008   | Siding Spring        | Siding Spring Survey              |
| 424650 | 2008 QN11              | 21 d'agost de 2008     | Kitt Peak            | Spacewatch                        |
| 424651 | 2008 QX12              | 26 d'agost de 2008     | La Sagra             | OAM                               |
| 424652 | 2008 QS20              | 26 d'agost de 2008     | Socorro              | LINEAR                            |
| 424653 | 2008 QK21              | 26 d'agost de 2008     | Socorro              | LINEAR                            |
| 424654 | 2008 QJ23              | 26 d'agost de 2008     | Socorro              | LINEAR                            |
| 424655 | 2008 QB33              | 31 d'agost de 2008     | Bergisch Gladbac     | W. Bickel                         |
| 424656 | 2008 QM36              | 20 d'agost de 2008     | Kitt Peak            | Spacewatch                        |
| 424657 | 2008 QU39              | 24 d'agost de 2008     | Kitt Peak            | Spacewatch                        |
| 424658 | 2008 QF41              | 21 d'agost de 2008     | Kitt Peak            | Spacewatch                        |
| 424659 | 2008 QU41              | 24 d'agost de 2008     | Kitt Peak            | Spacewatch                        |
| 424660 | 2008 QA47              | 21 de febrer de 2006   | Catalina             | CSS                               |
| 424661 | 2008 RS17              | 4 de setembre de 2008  | Kitt Peak            | Spacewatch                        |
| 424662 | 2008 RL25              | 5 de setembre de 2008  | Junk Bond            | D. Healy                          |
| 424663 | 2008 RS40              | 2 de setembre de 2008  | Kitt Peak            | Spacewatch                        |
| 424664 | 2008 RA43              | 2 de setembre de 2008  | Kitt Peak            | Spacewatch                        |
| 424665 | 2008 RC44              | 2 de setembre de 2008  | Kitt Peak            | Spacewatch                        |
| 424666 | 2008 RH44              | 2 de setembre de 2008  | Kitt Peak            | Spacewatch                        |
| 424667 | 2008 RM44              | 26 d'abril de 2007     | Mount Lemmon         | Mt. Lemmon Survey                 |
| 424668 | 2008 RN49              | 3 de setembre de 2008  | Kitt Peak            | Spacewatch                        |
| 424669 | 2008 RZ57              | 3 de setembre de 2008  | Kitt Peak            | Spacewatch                        |
| 424670 | 2008 RN62              | 4 de setembre de 2008  | Kitt Peak            | Spacewatch                        |
| 424671 | 2008 RB71              | 6 de setembre de 2008  | Mount Lemmon         | Mt. Lemmon Survey                 |
| 424672 | 2008 RT80              | 3 de setembre de 2008  | Kitt Peak            | Spacewatch                        |
| 424673 | 2008 RH81              | 4 de setembre de 2008  | Kitt Peak            | Spacewatch                        |
| 424674 | 2008 RT82              | 4 de setembre de 2008  | Kitt Peak            | Spacewatch                        |
| 424675 | 2008 RB94              | 6 de setembre de 2008  | Kitt Peak            | Spacewatch                        |
| 424676 | 2008 RD96              | 29 de juliol de 2008   | Kitt Peak            | Spacewatch                        |
| 424677 | 2008 RO99              | 2 de setembre de 2008  | Kitt Peak            | Spacewatch                        |
| 424678 | 2008 RX102             | 4 de setembre de 2008  | Kitt Peak            | Spacewatch                        |
| 424679 | 2008 RA104             | 5 de setembre de 2008  | Kitt Peak            | Spacewatch                        |
| 424680 | 2008 RJ104             | 5 de setembre de 2008  | Kitt Peak            | Spacewatch                        |
| 424681 | 2008 RL108             | 9 de setembre de 2008  | Mount Lemmon         | Mt. Lemmon Survey                 |
| 424682 | 2008 RO108             | 10 de setembre de 2008 | Kitt Peak            | Spacewatch                        |
| 424683 | 2008 RP111             | 4 de setembre de 2008  | Kitt Peak            | Spacewatch                        |
| 424684 | 2008 RX111             | 4 de setembre de 2008  | Kitt Peak            | Spacewatch                        |
| 424685 | 2008 RQ113             | 6 de setembre de 2008  | Kitt Peak            | Spacewatch                        |
| 424686 | 2008 RP114             | 6 de setembre de 2008  | Mount Lemmon         | Mt. Lemmon Survey                 |
| 424687 | 2008 RZ117             | 9 de setembre de 2008  | Mount Lemmon         | Mt. Lemmon Survey                 |
| 424688 | 2008 RE123             | 6 de setembre de 2008  | Kitt Peak            | Spacewatch                        |
| 424689 | 2008 RW130             | 4 de setembre de 2008  | Kitt Peak            | Spacewatch                        |
| 424690 | 2008 RD136             | 4 de setembre de 2008  | Socorro              | LINEAR                            |
| 424691 | 2008 RR140             | 9 de setembre de 2008  | Mount Lemmon         | Mt. Lemmon Survey                 |
| 424692 | 2008 RW144             | 4 de setembre de 2008  | Kitt Peak            | Spacewatch                        |
| 424693 | 2008 SN9               | 7 de setembre de 2008  | Mount Lemmon         | Mt. Lemmon Survey                 |
| 424694 | 2008 SU9               | 6 de setembre de 2008  | Catalina             | CSS                               |
| 424695 | 2008 SU19              | 7 d'agost de 2008      | Kitt Peak            | Spacewatch                        |
| 424696 | 2008 SM26              | 19 de setembre de 2008 | Kitt Peak            | Spacewatch                        |
| 424697 | 2008 SS36              | 30 de juliol de 2008   | Kitt Peak            | Spacewatch                        |
| 424698 | 2008 SL37              | 20 de setembre de 2008 | Kitt Peak            | Spacewatch                        |
| 424699 | 2008 ST37              | 6 de setembre de 2008  | Mount Lemmon         | Mt. Lemmon Survey                 |
| 424700 | 2008 SP38              | 20 de setembre de 2008 | Kitt Peak            | Spacewatch                        |

## 424701-424800
| Nom    | Designació provisional | Data de descobriment   | Lloc de descobriment | Descobridor/s     |
| ------ | ---------------------- | ---------------------- | -------------------- | ----------------- |
| 424701 | 2008 SY43              | 20 de setembre de 2008 | Kitt Peak            | Spacewatch        |
| 424702 | 2008 SH45              | 20 de setembre de 2008 | Kitt Peak            | Spacewatch        |
| 424703 | 2008 SC50              | 20 de setembre de 2008 | Mount Lemmon         | Mt. Lemmon Survey |
| 424704 | 2008 ST50              | 20 de setembre de 2008 | Mount Lemmon         | Mt. Lemmon Survey |
| 424705 | 2008 SE66              | 21 de setembre de 2008 | Mount Lemmon         | Mt. Lemmon Survey |
| 424706 | 2008 SR68              | 21 de setembre de 2008 | Kitt Peak            | Spacewatch        |
| 424707 | 2008 SM86              | 20 de setembre de 2008 | Kitt Peak            | Spacewatch        |
| 424708 | 2008 SV92              | 21 de setembre de 2008 | Kitt Peak            | Spacewatch        |
| 424709 | 2008 SH100             | 21 de setembre de 2008 | Kitt Peak            | Spacewatch        |
| 424710 | 2008 SR103             | 21 de setembre de 2008 | Kitt Peak            | Spacewatch        |
| 424711 | 2008 SX108             | 21 d'agost de 2008     | Kitt Peak            | Spacewatch        |
| 424712 | 2008 SQ119             | 22 de setembre de 2008 | Mount Lemmon         | Mt. Lemmon Survey |
| 424713 | 2008 SJ124             | 22 de setembre de 2008 | Mount Lemmon         | Mt. Lemmon Survey |
| 424714 | 2008 SO125             | 22 de setembre de 2008 | Mount Lemmon         | Mt. Lemmon Survey |
| 424715 | 2008 SV130             | 22 de setembre de 2008 | Kitt Peak            | Spacewatch        |
| 424716 | 2008 SP140             | 24 de setembre de 2008 | Mount Lemmon         | Mt. Lemmon Survey |
| 424717 | 2008 SH149             | 23 de setembre de 2008 | Kitt Peak            | Spacewatch        |
| 424718 | 2008 SQ157             | 30 de setembre de 2003 | Kitt Peak            | Spacewatch        |
| 424719 | 2008 SR161             | 28 de setembre de 2008 | Socorro              | LINEAR            |
| 424720 | 2008 SY180             | 24 de setembre de 2008 | Kitt Peak            | Spacewatch        |
| 424721 | 2008 SB184             | 20 de setembre de 2008 | Kitt Peak            | Spacewatch        |
| 424722 | 2008 SS193             | 25 de setembre de 2008 | Kitt Peak            | Spacewatch        |
| 424723 | 2008 SP195             | 25 de setembre de 2008 | Kitt Peak            | Spacewatch        |
| 424724 | 2008 SW196             | 25 de setembre de 2008 | Kitt Peak            | Spacewatch        |
| 424725 | 2008 SM206             | 26 de setembre de 2008 | Kitt Peak            | Spacewatch        |
| 424726 | 2008 SP208             | 27 de setembre de 2008 | Mount Lemmon         | Mt. Lemmon Survey |
| 424727 | 2008 SZ226             | 12 d'octubre de 2004   | Kitt Peak            | Spacewatch        |
| 424728 | 2008 SL227             | 5 de setembre de 2008  | Kitt Peak            | Spacewatch        |
| 424729 | 2008 SX227             | 28 de setembre de 2008 | Mount Lemmon         | Mt. Lemmon Survey |
| 424730 | 2008 SJ241             | 22 d'agost de 2008     | Kitt Peak            | Spacewatch        |
| 424731 | 2008 SK243             | 29 de setembre de 2008 | Kitt Peak            | Spacewatch        |
| 424732 | 2008 SW243             | 24 de setembre de 2008 | Kitt Peak            | Spacewatch        |
| 424733 | 2008 SE244             | 24 de setembre de 2008 | Kitt Peak            | Spacewatch        |
| 424734 | 2008 SO246             | 5 de setembre de 2008  | Kitt Peak            | Spacewatch        |
| 424735 | 2008 SZ250             | 24 de setembre de 2008 | Kitt Peak            | Spacewatch        |
| 424736 | 2008 SE251             | 24 de setembre de 2008 | Kitt Peak            | Spacewatch        |
| 424737 | 2008 SH254             | 22 de setembre de 2008 | Mount Lemmon         | Mt. Lemmon Survey |
| 424738 | 2008 ST270             | 25 de setembre de 2008 | Kitt Peak            | Spacewatch        |
| 424739 | 2008 SR271             | 30 de setembre de 2008 | Mount Lemmon         | Mt. Lemmon Survey |
| 424740 | 2008 SH281             | 22 de setembre de 2008 | Mount Lemmon         | Mt. Lemmon Survey |
| 424741 | 2008 SP281             | 22 de setembre de 2008 | Mount Lemmon         | Mt. Lemmon Survey |
| 424742 | 2008 SO286             | 22 de setembre de 2008 | Catalina             | CSS               |
| 424743 | 2008 SC299             | 22 de setembre de 2008 | Socorro              | LINEAR            |
| 424744 | 2008 SR300             | 23 de setembre de 2008 | Catalina             | CSS               |
| 424745 | 2008 SX300             | 23 de setembre de 2008 | Catalina             | CSS               |
| 424746 | 2008 SN302             | 23 de setembre de 2008 | Kitt Peak            | Spacewatch        |
| 424747 | 2008 SC305             | 26 de setembre de 2008 | Kitt Peak            | Spacewatch        |
| 424748 | 2008 SN305             | 27 de setembre de 2008 | Mount Lemmon         | Mt. Lemmon Survey |
| 424749 | 2008 TX                | 2 d'octubre de 2008    | Socorro              | LINEAR            |
| 424750 | 2008 TW21              | 21 de setembre de 2008 | Mount Lemmon         | Mt. Lemmon Survey |
| 424751 | 2008 TQ29              | 1 d'octubre de 2008    | Mount Lemmon         | Mt. Lemmon Survey |
| 424752 | 2008 TW33              | 1 d'octubre de 2008    | Kitt Peak            | Spacewatch        |
| 424753 | 2008 TA35              | 1 d'octubre de 2008    | Mount Lemmon         | Mt. Lemmon Survey |
| 424754 | 2008 TG38              | 1 d'octubre de 2008    | Catalina             | CSS               |
| 424755 | 2008 TO42              | 1 d'octubre de 2008    | Mount Lemmon         | Mt. Lemmon Survey |
| 424756 | 2008 TZ44              | 1 d'octubre de 2008    | Mount Lemmon         | Mt. Lemmon Survey |
| 424757 | 2008 TJ49              | 2 d'octubre de 2008    | Kitt Peak            | Spacewatch        |
| 424758 | 2008 TB50              | 20 de setembre de 2008 | Mount Lemmon         | Mt. Lemmon Survey |
| 424759 | 2008 TF59              | 2 d'octubre de 2008    | Kitt Peak            | Spacewatch        |
| 424760 | 2008 TM63              | 2 d'octubre de 2008    | Kitt Peak            | Spacewatch        |
| 424761 | 2008 TH67              | 23 de setembre de 2008 | Kitt Peak            | Spacewatch        |
| 424762 | 2008 TK69              | 23 de setembre de 2008 | Kitt Peak            | Spacewatch        |
| 424763 | 2008 TQ75              | 2 d'octubre de 2008    | Kitt Peak            | Spacewatch        |
| 424764 | 2008 TB77              | 2 d'octubre de 2008    | Mount Lemmon         | Mt. Lemmon Survey |
| 424765 | 2008 TC78              | 23 de setembre de 2008 | Mount Lemmon         | Mt. Lemmon Survey |
| 424766 | 2008 TC80              | 23 de setembre de 2008 | Mount Lemmon         | Mt. Lemmon Survey |
| 424767 | 2008 TG81              | 2 d'octubre de 2008    | Mount Lemmon         | Mt. Lemmon Survey |
| 424768 | 2008 TN85              | 3 d'octubre de 2008    | Mount Lemmon         | Mt. Lemmon Survey |
| 424769 | 2008 TQ85              | 3 d'octubre de 2008    | Mount Lemmon         | Mt. Lemmon Survey |
| 424770 | 2008 TZ88              | 26 de setembre de 2008 | Kitt Peak            | Spacewatch        |
| 424771 | 2008 TA91              | 3 d'octubre de 2008    | Kitt Peak            | Spacewatch        |
| 424772 | 2008 TE94              | 26 de setembre de 2008 | Kitt Peak            | Spacewatch        |
| 424773 | 2008 TK94              | 26 de setembre de 2008 | Kitt Peak            | Spacewatch        |
| 424774 | 2008 TJ95              | 6 d'octubre de 2008    | Kitt Peak            | Spacewatch        |
| 424775 | 2008 TQ101             | 6 d'octubre de 2008    | Kitt Peak            | Spacewatch        |
| 424776 | 2008 TB107             | 6 d'octubre de 2008    | Mount Lemmon         | Mt. Lemmon Survey |
| 424777 | 2008 TL107             | 23 de setembre de 2008 | Mount Lemmon         | Mt. Lemmon Survey |
| 424778 | 2008 TL115             | 6 d'octubre de 2008    | Mount Lemmon         | Mt. Lemmon Survey |
| 424779 | 2008 TQ115             | 23 de setembre de 2008 | Kitt Peak            | Spacewatch        |
| 424780 | 2008 TV122             | 7 d'octubre de 2008    | Kitt Peak            | Spacewatch        |
| 424781 | 2008 TU129             | 8 d'octubre de 2008    | Mount Lemmon         | Mt. Lemmon Survey |
| 424782 | 2008 TO131             | 23 de setembre de 2008 | Kitt Peak            | Spacewatch        |
| 424783 | 2008 TD150             | 9 d'octubre de 2008    | Mount Lemmon         | Mt. Lemmon Survey |
| 424784 | 2008 TR150             | 26 de novembre de 2003 | Kitt Peak            | Spacewatch        |
| 424785 | 2008 TG155             | 9 d'octubre de 2008    | Mount Lemmon         | Mt. Lemmon Survey |
| 424786 | 2008 TG156             | 9 d'octubre de 2008    | Mount Lemmon         | Mt. Lemmon Survey |
| 424787 | 2008 TE160             | 1 d'octubre de 2008    | Kitt Peak            | Spacewatch        |
| 424788 | 2008 TK167             | 8 d'octubre de 2008    | Kitt Peak            | Spacewatch        |
| 424789 | 2008 TP174             | 6 d'octubre de 2008    | Kitt Peak            | Spacewatch        |
| 424790 | 2008 TD176             | 27 de setembre de 2003 | Kitt Peak            | Spacewatch        |
| 424791 | 2008 TA182             | 2 d'abril de 2006      | Kitt Peak            | Spacewatch        |
| 424792 | 2008 TM188             | 9 d'octubre de 2008    | Mount Lemmon         | Mt. Lemmon Survey |
| 424793 | 2008 TP188             | 10 d'octubre de 2008   | Mount Lemmon         | Mt. Lemmon Survey |
| 424794 | 2008 UZ13              | 17 d'octubre de 2008   | Kitt Peak            | Spacewatch        |
| 424795 | 2008 UE28              | 24 de setembre de 2008 | Mount Lemmon         | Mt. Lemmon Survey |
| 424796 | 2008 UM29              | 20 d'octubre de 2008   | Kitt Peak            | Spacewatch        |
| 424797 | 2008 UC32              | 20 d'octubre de 2008   | Kitt Peak            | Spacewatch        |
| 424798 | 2008 UW34              | 6 d'octubre de 2008    | Mount Lemmon         | Mt. Lemmon Survey |
| 424799 | 2008 UY41              | 20 d'octubre de 2008   | Kitt Peak            | Spacewatch        |
| 424800 | 2008 UJ50              | 21 de setembre de 2008 | Kitt Peak            | Spacewatch        |

## 424801-424900
| Nom    | Designació provisional | Data de descobriment   | Lloc de descobriment | Descobridor/s     |
| ------ | ---------------------- | ---------------------- | -------------------- | ----------------- |
| 424801 | 2008 UF52              | 29 de setembre de 2008 | Mount Lemmon         | Mt. Lemmon Survey |
| 424802 | 2008 UR56              | 25 de setembre de 2008 | Mount Lemmon         | Mt. Lemmon Survey |
| 424803 | 2008 UE61              | 21 d'octubre de 2008   | Kitt Peak            | Spacewatch        |
| 424804 | 2008 UV74              | 21 d'octubre de 2008   | Kitt Peak            | Spacewatch        |
| 424805 | 2008 UO75              | 21 d'octubre de 2008   | Kitt Peak            | Spacewatch        |
| 424806 | 2008 UL104             | 28 de gener de 2006    | Kitt Peak            | Spacewatch        |
| 424807 | 2008 UQ105             | 5 de setembre de 2008  | Kitt Peak            | Spacewatch        |
| 424808 | 2008 UB107             | 21 d'octubre de 2008   | Kitt Peak            | Spacewatch        |
| 424809 | 2008 UO113             | 22 d'octubre de 2008   | Kitt Peak            | Spacewatch        |
| 424810 | 2008 UJ115             | 22 d'octubre de 2008   | Kitt Peak            | Spacewatch        |
| 424811 | 2008 UJ125             | 22 d'octubre de 2008   | Kitt Peak            | Spacewatch        |
| 424812 | 2008 UK127             | 22 d'octubre de 2008   | Kitt Peak            | Spacewatch        |
| 424813 | 2008 UR128             | 23 d'octubre de 2008   | Kitt Peak            | Spacewatch        |
| 424814 | 2008 UX132             | 23 d'octubre de 2008   | Kitt Peak            | Spacewatch        |
| 424815 | 2008 UK137             | 23 d'octubre de 2008   | Kitt Peak            | Spacewatch        |
| 424816 | 2008 UC139             | 23 d'octubre de 2008   | Kitt Peak            | Spacewatch        |
| 424817 | 2008 UA141             | 23 d'octubre de 2008   | Kitt Peak            | Spacewatch        |
| 424818 | 2008 UB141             | 22 de setembre de 2008 | Mount Lemmon         | Mt. Lemmon Survey |
| 424819 | 2008 UY146             | 23 d'octubre de 2008   | Kitt Peak            | Spacewatch        |
| 424820 | 2008 UX149             | 23 de setembre de 2008 | Kitt Peak            | Spacewatch        |
| 424821 | 2008 UG161             | 24 d'octubre de 2008   | Kitt Peak            | Spacewatch        |
| 424822 | 2008 UX161             | 24 d'octubre de 2008   | Kitt Peak            | Spacewatch        |
| 424823 | 2008 UF165             | 1 d'octubre de 2008    | Kitt Peak            | Spacewatch        |
| 424824 | 2008 UO173             | 23 de setembre de 2008 | Kitt Peak            | Spacewatch        |
| 424825 | 2008 UD185             | 24 d'octubre de 2008   | Kitt Peak            | Spacewatch        |
| 424826 | 2008 UR200             | 27 d'octubre de 2008   | Socorro              | LINEAR            |
| 424827 | 2008 UT201             | 22 de setembre de 2008 | Mount Lemmon         | Mt. Lemmon Survey |
| 424828 | 2008 UK210             | 23 d'octubre de 2008   | Kitt Peak            | Spacewatch        |
| 424829 | 2008 US217             | 25 d'octubre de 2008   | Kitt Peak            | Spacewatch        |
| 424830 | 2008 US229             | 25 d'octubre de 2008   | Kitt Peak            | Spacewatch        |
| 424831 | 2008 UP236             | 29 de setembre de 2008 | Mount Lemmon         | Mt. Lemmon Survey |
| 424832 | 2008 UJ240             | 26 d'octubre de 2008   | Kitt Peak            | Spacewatch        |
| 424833 | 2008 UH241             | 26 d'octubre de 2008   | Kitt Peak            | Spacewatch        |
| 424834 | 2008 UJ241             | 20 d'agost de 2003     | Campo Imperatore     | CINEOS            |
| 424835 | 2008 UW249             | 7 d'octubre de 2008    | Kitt Peak            | Spacewatch        |
| 424836 | 2008 UC250             | 23 de setembre de 2008 | Kitt Peak            | Spacewatch        |
| 424837 | 2008 UG259             | 27 d'octubre de 2008   | Kitt Peak            | Spacewatch        |
| 424838 | 2008 UY259             | 27 d'octubre de 2008   | Kitt Peak            | Spacewatch        |
| 424839 | 2008 UQ260             | 27 d'octubre de 2008   | Mount Lemmon         | Mt. Lemmon Survey |
| 424840 | 2008 UR264             | 28 d'octubre de 2008   | Kitt Peak            | Spacewatch        |
| 424841 | 2008 UH274             | 28 d'octubre de 2008   | Kitt Peak            | Spacewatch        |
| 424842 | 2008 UA275             | 4 de març de 2006      | Mount Lemmon         | Mt. Lemmon Survey |
| 424843 | 2008 UV275             | 28 d'octubre de 2008   | Mount Lemmon         | Mt. Lemmon Survey |
| 424844 | 2008 UK276             | 29 de setembre de 2008 | Kitt Peak            | Spacewatch        |
| 424845 | 2008 UL276             | 28 d'octubre de 2008   | Mount Lemmon         | Mt. Lemmon Survey |
| 424846 | 2008 UK284             | 28 d'octubre de 2008   | Mount Lemmon         | Mt. Lemmon Survey |
| 424847 | 2008 US297             | 29 d'octubre de 2008   | Kitt Peak            | Spacewatch        |
| 424848 | 2008 UP299             | 29 d'octubre de 2008   | Kitt Peak            | Spacewatch        |
| 424849 | 2008 UK323             | 28 de setembre de 1997 | Kitt Peak            | Spacewatch        |
| 424850 | 2008 UO324             | 31 d'octubre de 2008   | Kitt Peak            | Spacewatch        |
| 424851 | 2008 UK327             | 29 d'octubre de 2008   | Catalina             | CSS               |
| 424852 | 2008 UG335             | 22 d'octubre de 2008   | Kitt Peak            | Spacewatch        |
| 424853 | 2008 UQ335             | 20 d'octubre de 2008   | Kitt Peak            | Spacewatch        |
| 424854 | 2008 UA339             | 22 d'octubre de 2008   | Kitt Peak            | Spacewatch        |
| 424855 | 2008 UY342             | 31 d'octubre de 2008   | Kitt Peak            | Spacewatch        |
| 424856 | 2008 UG343             | 23 d'octubre de 2008   | Mount Lemmon         | Mt. Lemmon Survey |
| 424857 | 2008 UP345             | 31 d'octubre de 2008   | Kitt Peak            | Spacewatch        |
| 424858 | 2008 UT355             | 26 d'octubre de 2008   | Mount Lemmon         | Mt. Lemmon Survey |
| 424859 | 2008 UB356             | 20 d'octubre de 2008   | Kitt Peak            | Spacewatch        |
| 424860 | 2008 UZ357             | 25 d'octubre de 2008   | Kitt Peak            | Spacewatch        |
| 424861 | 2008 UH358             | 26 d'octubre de 2008   | Kitt Peak            | Spacewatch        |
| 424862 | 2008 UJ363             | 9 d'octubre de 2008    | Catalina             | CSS               |
| 424863 | 2008 UG370             | 26 d'octubre de 2008   | Mount Lemmon         | Mt. Lemmon Survey |
| 424864 | 2008 VM5               | 1 de novembre de 2008  | Mount Lemmon         | Mt. Lemmon Survey |
| 424865 | 2008 VH16              | 25 de setembre de 2008 | Kitt Peak            | Spacewatch        |
| 424866 | 2008 VL25              | 2 de novembre de 2008  | Kitt Peak            | Spacewatch        |
| 424867 | 2008 VG28              | 2 de novembre de 2008  | Kitt Peak            | Spacewatch        |
| 424868 | 2008 VC32              | 2 de novembre de 2008  | Mount Lemmon         | Mt. Lemmon Survey |
| 424869 | 2008 VO34              | 10 d'octubre de 2008   | Mount Lemmon         | Mt. Lemmon Survey |
| 424870 | 2008 VH38              | 2 de novembre de 2008  | Kitt Peak            | Spacewatch        |
| 424871 | 2008 VO52              | 23 de setembre de 2008 | Kitt Peak            | Spacewatch        |
| 424872 | 2008 VX52              | 25 d'octubre de 2008   | Kitt Peak            | Spacewatch        |
| 424873 | 2008 VX53              | 6 de novembre de 2008  | Mount Lemmon         | Mt. Lemmon Survey |
| 424874 | 2008 VE58              | 24 d'octubre de 2008   | Catalina             | CSS               |
| 424875 | 2008 VN69              | 8 de novembre de 2008  | Kitt Peak            | Spacewatch        |
| 424876 | 2008 VO69              | 8 de novembre de 2008  | Kitt Peak            | Spacewatch        |
| 424877 | 2008 VA71              | 9 de novembre de 2008  | Kitt Peak            | Spacewatch        |
| 424878 | 2008 VN71              | 8 de novembre de 2008  | Catalina             | CSS               |
| 424879 | 2008 VB73              | 1 de novembre de 2008  | Mount Lemmon         | Mt. Lemmon Survey |
| 424880 | 2008 VS73              | 7 de novembre de 2008  | Mount Lemmon         | Mt. Lemmon Survey |
| 424881 | 2008 VW73              | 7 de novembre de 2008  | Mount Lemmon         | Mt. Lemmon Survey |
| 424882 | 2008 VV76              | 2 de novembre de 2008  | Mount Lemmon         | Mt. Lemmon Survey |
| 424883 | 2008 VE77              | 2 de novembre de 2008  | Mount Lemmon         | Mt. Lemmon Survey |
| 424884 | 2008 VQ78              | 7 de novembre de 2008  | Mount Lemmon         | Mt. Lemmon Survey |
| 424885 | 2008 VG79              | 2 de novembre de 2008  | Socorro              | LINEAR            |
| 424886 | 2008 VN80              | 2 de novembre de 2008  | Mount Lemmon         | Mt. Lemmon Survey |
| 424887 | 2008 WT10              | 22 de setembre de 2008 | Mount Lemmon         | Mt. Lemmon Survey |
| 424888 | 2008 WV13              | 18 de novembre de 2008 | Catalina             | CSS               |
| 424889 | 2008 WZ14              | 17 de novembre de 2008 | Kitt Peak            | Spacewatch        |
| 424890 | 2008 WC25              | 18 de novembre de 2008 | Catalina             | CSS               |
| 424891 | 2008 WQ29              | 19 de novembre de 2008 | Kitt Peak            | Spacewatch        |
| 424892 | 2008 WH33              | 21 de novembre de 2008 | Pla D'Arguines       | R. Ferrando       |
| 424893 | 2008 WN33              | 2 d'octubre de 2008    | Kitt Peak            | Spacewatch        |
| 424894 | 2008 WO37              | 17 de novembre de 2008 | Kitt Peak            | Spacewatch        |
| 424895 | 2008 WH38              | 17 de novembre de 2008 | Kitt Peak            | Spacewatch        |
| 424896 | 2008 WT38              | 27 d'octubre de 2008   | Kitt Peak            | Spacewatch        |
| 424897 | 2008 WZ39              | 17 de novembre de 2008 | Kitt Peak            | Spacewatch        |
| 424898 | 2008 WP43              | 17 de novembre de 2008 | Kitt Peak            | Spacewatch        |
| 424899 | 2008 WO46              | 17 de novembre de 2008 | Kitt Peak            | Spacewatch        |
| 424900 | 2008 WN50              | 18 de novembre de 2008 | Kitt Peak            | Spacewatch        |

## 424901-425000
| Nom    | Designació provisional | Data de descobriment   | Lloc de descobriment | Descobridor/s        |
| ------ | ---------------------- | ---------------------- | -------------------- | -------------------- |
| 424901 | 2008 WB51              | 9 de novembre de 2008  | Kitt Peak            | Spacewatch           |
| 424902 | 2008 WF55              | 23 d'octubre de 2008   | Mount Lemmon         | Mt. Lemmon Survey    |
| 424903 | 2008 WD59              | 22 de novembre de 2008 | Farra d'Isonzo       | Farra d'Isonzo       |
| 424904 | 2008 WG62              | 23 de novembre de 2008 | La Sagra             | OAM                  |
| 424905 | 2008 WX62              | 21 de novembre de 2008 | Bisei SG Center      | BATTeRS              |
| 424906 | 2008 WE66              | 6 d'octubre de 2008    | Mount Lemmon         | Mt. Lemmon Survey    |
| 424907 | 2008 WX67              | 18 de novembre de 2008 | Kitt Peak            | Spacewatch           |
| 424908 | 2008 WZ72              | 16 de març de 2005     | Mount Lemmon         | Mt. Lemmon Survey    |
| 424909 | 2008 WL77              | 20 de novembre de 2008 | Kitt Peak            | Spacewatch           |
| 424910 | 2008 WK82              | 20 de novembre de 2008 | Kitt Peak            | Spacewatch           |
| 424911 | 2008 WF84              | 20 de novembre de 2008 | Kitt Peak            | Spacewatch           |
| 424912 | 2008 WO86              | 28 de setembre de 2008 | Mount Lemmon         | Mt. Lemmon Survey    |
| 424913 | 2008 WP86              | 21 de novembre de 2008 | Mount Lemmon         | Mt. Lemmon Survey    |
| 424914 | 2008 WC94              | 8 de maig de 2006      | Mount Lemmon         | Mt. Lemmon Survey    |
| 424915 | 2008 WB96              | 25 de novembre de 2008 | Cerro Burek          | Cerro Burek          |
| 424916 | 2008 WZ100             | 24 de novembre de 2008 | Kitt Peak            | Spacewatch           |
| 424917 | 2008 WT129             | 18 de novembre de 2008 | Kitt Peak            | Spacewatch           |
| 424918 | 2008 WA130             | 19 de novembre de 2008 | Kitt Peak            | Spacewatch           |
| 424919 | 2008 WH138             | 30 de novembre de 2008 | Socorro              | LINEAR               |
| 424920 | 2008 XP21              | 1 de desembre de 2008  | Kitt Peak            | Spacewatch           |
| 424921 | 2008 XS22              | 3 de desembre de 2008  | Kitt Peak            | Spacewatch           |
| 424922 | 2008 XR23              | 30 d'octubre de 2008   | Kitt Peak            | Spacewatch           |
| 424923 | 2008 XR44              | 22 de novembre de 2008 | Kitt Peak            | Spacewatch           |
| 424924 | 2008 XK51              | 3 d'octubre de 2008    | Mount Lemmon         | Mt. Lemmon Survey    |
| 424925 | 2008 YP4               | 24 de novembre de 2008 | Mount Lemmon         | Mt. Lemmon Survey    |
| 424926 | 2008 YM5               | 19 de novembre de 2008 | Mount Lemmon         | Mt. Lemmon Survey    |
| 424927 | 2008 YJ6               | 22 de desembre de 2008 | Dauban               | F. Kugel             |
| 424928 | 2008 YG12              | 30 de novembre de 2008 | Kitt Peak            | Spacewatch           |
| 424929 | 2008 YV13              | 30 de novembre de 2008 | Kitt Peak            | Spacewatch           |
| 424930 | 2008 YA20              | 21 de desembre de 2008 | Mount Lemmon         | Mt. Lemmon Survey    |
| 424931 | 2008 YQ22              | 21 de desembre de 2008 | Mount Lemmon         | Mt. Lemmon Survey    |
| 424932 | 2008 YP38              | 31 d'octubre de 2008   | Mount Lemmon         | Mt. Lemmon Survey    |
| 424933 | 2008 YZ50              | 18 d'octubre de 2007   | Mount Lemmon         | Mt. Lemmon Survey    |
| 424934 | 2008 YP59              | 30 de desembre de 2008 | Kitt Peak            | Spacewatch           |
| 424935 | 2008 YU63              | 30 de desembre de 2008 | Mount Lemmon         | Mt. Lemmon Survey    |
| 424936 | 2008 YH65              | 30 de desembre de 2008 | Mount Lemmon         | Mt. Lemmon Survey    |
| 424937 | 2008 YM77              | 30 de desembre de 2008 | Mount Lemmon         | Mt. Lemmon Survey    |
| 424938 | 2008 YN80              | 30 de desembre de 2008 | Kitt Peak            | Spacewatch           |
| 424939 | 2008 YL85              | 21 de desembre de 2008 | Mount Lemmon         | Mt. Lemmon Survey    |
| 424940 | 2008 YD91              | 4 de desembre de 2008  | Mount Lemmon         | Mt. Lemmon Survey    |
| 424941 | 2008 YV102             | 21 de desembre de 2008 | Kitt Peak            | Spacewatch           |
| 424942 | 2008 YC105             | 29 de desembre de 2008 | Kitt Peak            | Spacewatch           |
| 424943 | 2008 YH106             | 29 de desembre de 2008 | Kitt Peak            | Spacewatch           |
| 424944 | 2008 YN106             | 29 de desembre de 2008 | Kitt Peak            | Spacewatch           |
| 424945 | 2008 YT108             | 29 de desembre de 2008 | Kitt Peak            | Spacewatch           |
| 424946 | 2008 YJ118             | 29 de desembre de 2008 | Mount Lemmon         | Mt. Lemmon Survey    |
| 424947 | 2008 YQ118             | 29 de desembre de 2008 | Kitt Peak            | Spacewatch           |
| 424948 | 2008 YM124             | 30 de desembre de 2008 | Kitt Peak            | Spacewatch           |
| 424949 | 2008 YW125             | 8 de novembre de 2008  | Mount Lemmon         | Mt. Lemmon Survey    |
| 424950 | 2008 YA129             | 31 de desembre de 2008 | Kitt Peak            | Spacewatch           |
| 424951 | 2008 YU136             | 30 de desembre de 2008 | Kitt Peak            | Spacewatch           |
| 424952 | 2008 YY149             | 21 de desembre de 2008 | Kitt Peak            | Spacewatch           |
| 424953 | 2008 YG150             | 21 de desembre de 2008 | Kitt Peak            | Spacewatch           |
| 424954 | 2008 YK150             | 21 de desembre de 2008 | Kitt Peak            | Spacewatch           |
| 424955 | 2008 YR158             | 30 de desembre de 2008 | Mount Lemmon         | Mt. Lemmon Survey    |
| 424956 | 2008 YK160             | 30 de desembre de 2008 | Mount Lemmon         | Mt. Lemmon Survey    |
| 424957 | 2008 YE162             | 21 de desembre de 2008 | Mount Lemmon         | Mt. Lemmon Survey    |
| 424958 | 2008 YL163             | 30 de desembre de 2008 | Kitt Peak            | Spacewatch           |
| 424959 | 2008 YG165             | 31 de desembre de 2008 | Kitt Peak            | Spacewatch           |
| 424960 | 2008 YE169             | 22 de desembre de 2008 | Mount Lemmon         | Mt. Lemmon Survey    |
| 424961 | 2008 YB170             | 22 de desembre de 2008 | Mount Lemmon         | Mt. Lemmon Survey    |
| 424962 | 2008 YO170             | 30 de desembre de 2008 | Mount Lemmon         | Mt. Lemmon Survey    |
| 424963 | 2009 AW3               | 1 de gener de 2009     | Mount Lemmon         | Mt. Lemmon Survey    |
| 424964 | 2009 AG5               | 1 de gener de 2009     | Kitt Peak            | Spacewatch           |
| 424965 | 2009 AM15              | 6 de gener de 2009     | Siding Spring        | Siding Spring Survey |
| 424966 | 2009 AH39              | 15 de novembre de 2007 | Mount Lemmon         | Mt. Lemmon Survey    |
| 424967 | 2009 AA40              | 15 de gener de 2009    | Kitt Peak            | Spacewatch           |
| 424968 | 2009 BN1               | 17 de gener de 2009    | Sierra Stars         | F. Tozzi             |
| 424969 | 2009 BT5               | 20 de gener de 2009    | Kitt Peak            | Spacewatch           |
| 424970 | 2009 BQ8               | 7 de desembre de 2008  | Mount Lemmon         | Mt. Lemmon Survey    |
| 424971 | 2009 BY15              | 1 de gener de 2009     | Kitt Peak            | Spacewatch           |
| 424972 | 2009 BV20              | 16 de gener de 2009    | Mount Lemmon         | Mt. Lemmon Survey    |
| 424973 | 2009 BD45              | 16 de gener de 2009    | Kitt Peak            | Spacewatch           |
| 424974 | 2009 BA49              | 16 de gener de 2009    | Mount Lemmon         | Mt. Lemmon Survey    |
| 424975 | 2009 BQ55              | 16 de gener de 2009    | Lulin                | LUSS                 |
| 424976 | 2009 BD73              | 21 de desembre de 2008 | Catalina             | CSS                  |
| 424977 | 2009 BP100             | 29 de gener de 2009    | Kitt Peak            | Spacewatch           |
| 424978 | 2009 BG106             | 25 de gener de 2009    | Kitt Peak            | Spacewatch           |
| 424979 | 2009 BR114             | 26 de gener de 2009    | Kitt Peak            | Spacewatch           |
| 424980 | 2009 BY121             | 31 de gener de 2009    | Kitt Peak            | Spacewatch           |
| 424981 | 2009 BM133             | 29 de gener de 2009    | Kitt Peak            | Spacewatch           |
| 424982 | 2009 BA153             | 31 de gener de 2009    | Kitt Peak            | Spacewatch           |
| 424983 | 2009 BR159             | 29 de gener de 2009    | Mount Lemmon         | Mt. Lemmon Survey    |
| 424984 | 2009 BE161             | 31 de gener de 2009    | Mount Lemmon         | Mt. Lemmon Survey    |
| 424985 | 2009 BR182             | 18 de gener de 2009    | Kitt Peak            | Spacewatch           |
| 424986 | 2009 BX187             | 17 de gener de 2009    | Kitt Peak            | Spacewatch           |
| 424987 | 2009 BB188             | 22 de gener de 2009    | Socorro              | LINEAR               |
| 424988 | 2009 BS189             | 20 de gener de 2009    | Socorro              | LINEAR               |
| 424989 | 2009 CF7               | 1 de febrer de 2009    | Kitt Peak            | Spacewatch           |
| 424990 | 2009 CU17              | 3 de febrer de 2009    | Kitt Peak            | Spacewatch           |
| 424991 | 2009 CB19              | 3 de febrer de 2009    | Mount Lemmon         | Mt. Lemmon Survey    |
| 424992 | 2009 CB21              | 1 de febrer de 2009    | Kitt Peak            | Spacewatch           |
| 424993 | 2009 CH30              | 1 de febrer de 2009    | Mount Lemmon         | Mt. Lemmon Survey    |
| 424994 | 2009 CM36              | 3 de febrer de 2009    | Kitt Peak            | Spacewatch           |
| 424995 | 2009 CY37              | 14 de febrer de 2009   | Dauban               | F. Kugel             |
| 424996 | 2009 CZ40              | 15 de gener de 2009    | Kitt Peak            | Spacewatch           |
| 424997 | 2009 CH45              | 9 de setembre de 2007  | Kitt Peak            | Spacewatch           |
| 424998 | 2009 CU48              | 14 de febrer de 2009   | Mount Lemmon         | Mt. Lemmon Survey    |
| 424999 | 2009 CB58              | 3 de febrer de 2009    | Mount Lemmon         | Mt. Lemmon Survey    |
| 425000 | 2009 CG61              | 29 de gener de 2009    | Mount Lemmon         | Mt. Lemmon Survey    |